# 新函館北斗駅

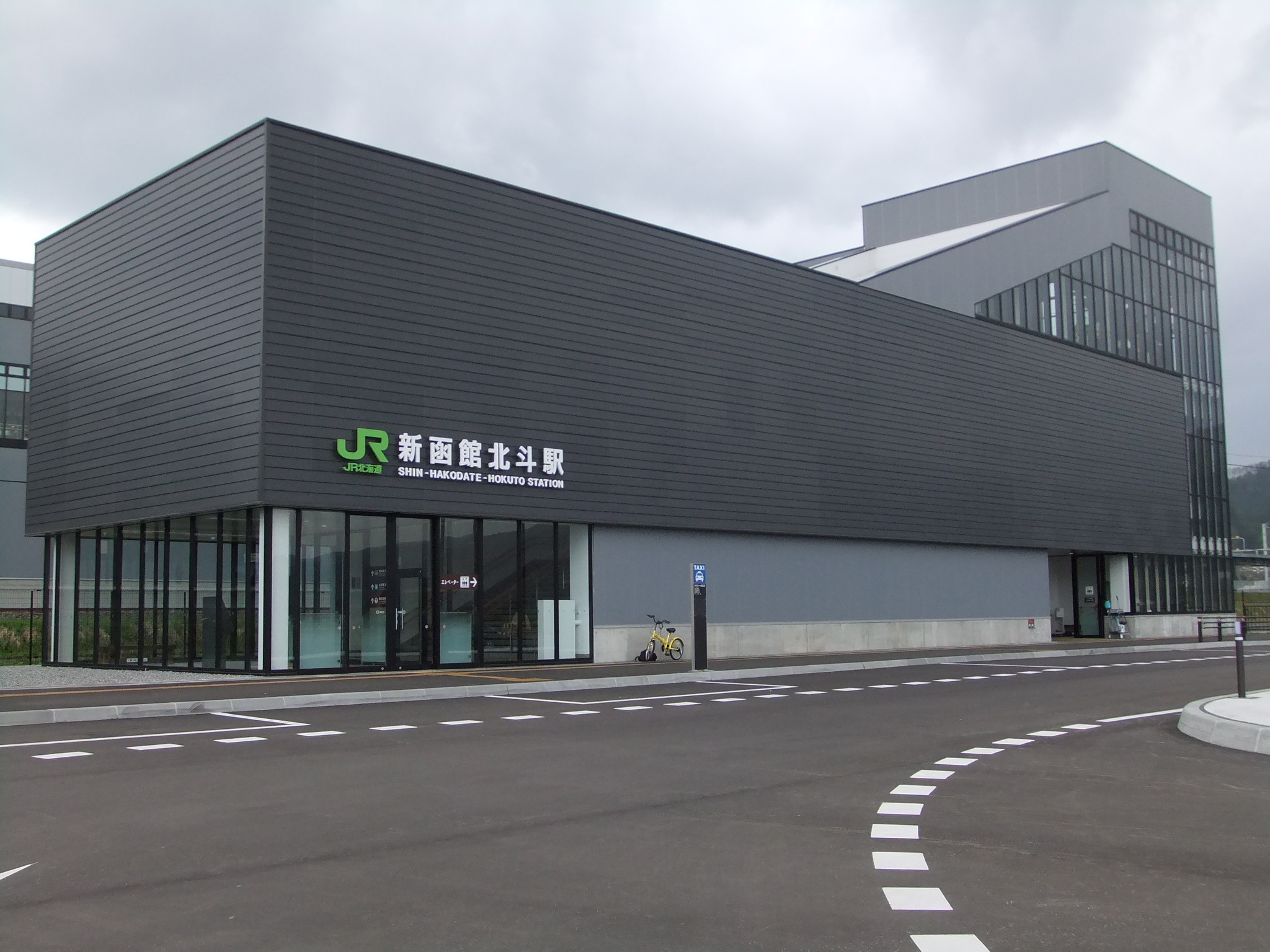
北口（2016年5月）

新函館北斗駅（しんはこだてほくとえき）は、北海道北斗市市渡（いちのわたり）1丁目にある、北海道旅客鉄道（JR北海道）の駅である。北海道新幹線と函館本線（本線）の2路線が乗り入れている。函館本線の駅番号はH70。
開業以来、日本最北端の新幹線駅である。特急「北斗」、快速「はこだてライナー」を含めた当駅経由の全ての旅客列車が停車する。

## 歴史
所在する市渡地区には1902年（明治35年）に当地に鉄道が開通した当初より駅が設置されているが、2016年（平成28年）3月26日の北海道新幹線開業に伴い、新幹線が経由しない函館駅方面へのアクセス駅、在来線と新幹線の乗換駅としての性格を帯びるようになった。

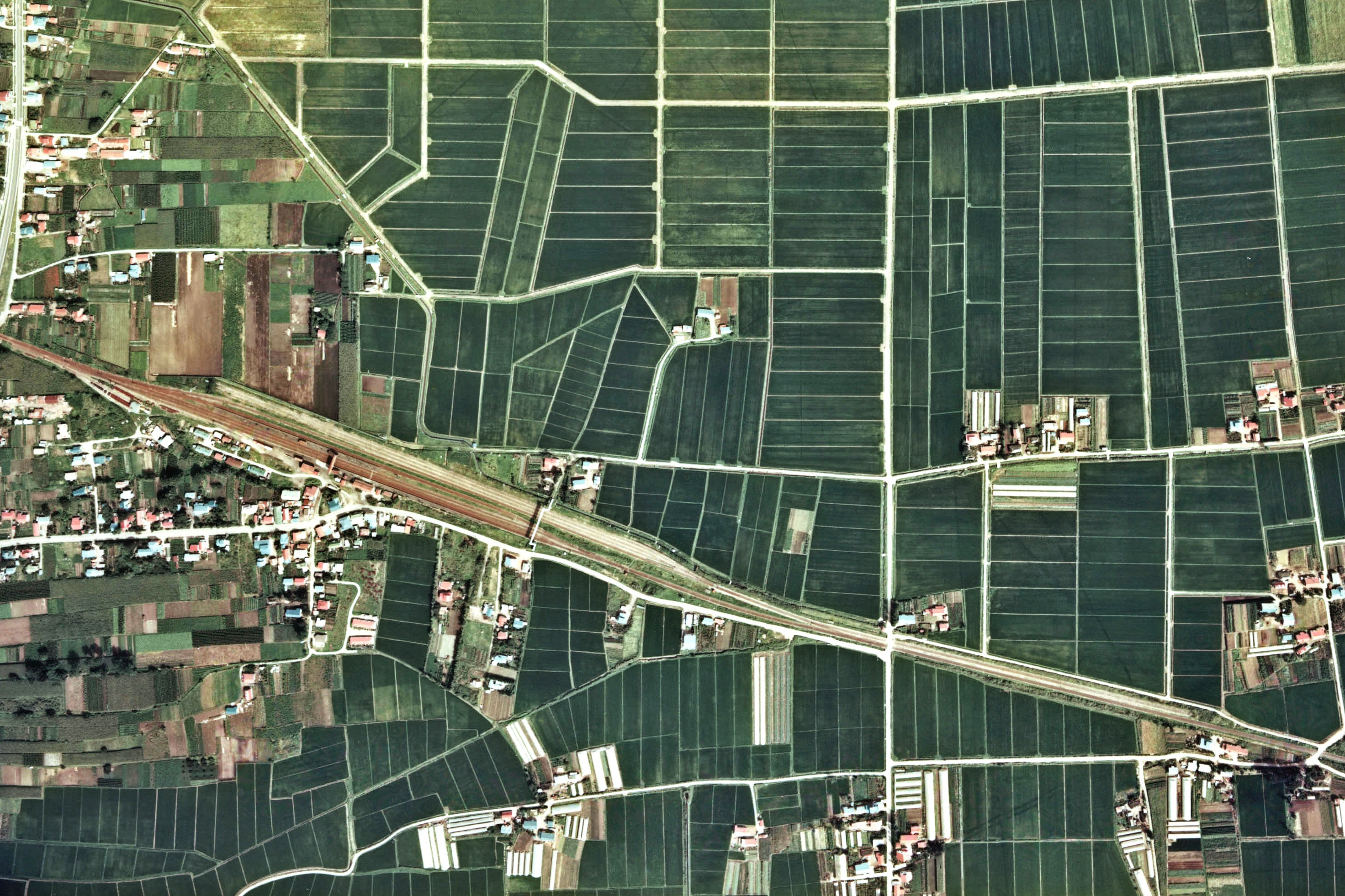
1976年の渡島大野駅と周囲約1.5×1 km範囲。右が函館方面。駅裏に数本の留置線があり、函館側の本線脇に沿って引上線が伸びる。 以前は当駅 - 大沼駅間に蒸気機関車の補機が運用されていた。

### 年表
- 1902年（明治35年）12月10日：北海道鉄道の函館駅（初代・後の亀田駅） - 当駅間の開通に伴い、同線の本郷駅（ほんごうえき）として開業[4]。一般駅。
- 1903年（明治36年）6月28日：北海道鉄道の当駅 - 森駅間の開通に伴い、途中駅となる。
- 1907年（明治40年）7月1日：北海道鉄道が国有化され、帝国鉄道庁の管轄となる[4]。
- 1909年（明治42年）10月12日：国有鉄道線路名称制定に伴い、函館本線の駅となる。
- 1942年（昭和17年）4月1日：渡島大野駅（おしまおおのえき）に改称[4]。
- 1949年（昭和24年）6月1日：日本国有鉄道法施行に伴い、公共企業体日本国有鉄道（国鉄）に移管。
- 1967年（昭和42年）：跨線橋設置。
- 1981年（昭和56年）5月28日：貨物の取り扱いが廃止[5]。
- 1984年（昭和59年）2月1日：荷物の取り扱いが廃止[5]。
- 1986年（昭和61年）11月1日：簡易委託駅となり、無人化[5]。
- 1987年（昭和62年）4月1日：国鉄分割民営化に伴い、北海道旅客鉄道（JR北海道）の駅となる。
- 1988年（昭和63年）12月：駅舎改築[5]。
- 1992年（平成04年）4月1日：簡易委託が廃止され、完全無人化。
- 1998年（平成10年）5月21日：北海道新幹線 新函館駅（仮称）駅部調査開始[6]。
- 2005年（平成17年）5月22日：北海道新幹線 新青森駅 - 新函館駅（仮称）間建設工事の起工式挙行[7]。
- 2006年（平成18年）2月1日：市町村合併に伴い、所在地が北斗市となる。
- 2007年（平成19年）10月1日：駅番号を設定[報道 2]。
- 2012年（平成24年）2月：工事のため駅舎解体。仮駅舎に移行。
- 2013年（平成25年）6月15日：新函館駅（仮称）駅舎建設工事の安全祈願および立柱式挙行[報道 3]。
- 2014年（平成26年）
  - 6月11日：北海道新幹線開業後の駅名を「新函館北斗駅」に決定[報道 1]。
  - 12月1日：奥津軽いまべつ駅 - 新函館北斗駅間で北海道新幹線の走行試験を開始[報道 4][報道 5][新聞 3]。当駅に新幹線車両（H5系電車）が初入線し、地元自治体による歓迎セレモニーを開催[新聞 4][新聞 5]。
- 2015年（平成27年）
  - 3月29日：仮駅舎から新駅舎（現駅舎）に移転。新在来線ホームのうち、第1ホームと第2ホームが使用を開始する[新聞 1][新聞 6]。
  - 7月31日：別組織扱いで「新函館北斗開業準備駅」（7名配置）を設置[報道 6]。
  - 9月3日：新駅舎が完成[注釈 3][新聞 8]。
- 2016年（平成28年）
  - 3月19日：駅舎内に併設される「北斗市観光交流センター」が先行して営業を開始[8][9]。
  - 3月26日：北海道新幹線の新青森駅 - 当駅間開業に伴い、新函館北斗駅（しんはこだてほくとえき）に改称[報道 7]。函館本線の五稜郭駅 - 当駅間が電化（交流20,000 V・50 Hz）[注釈 4]。特急「北斗」「スーパー北斗」（当時）も下り列車の経由を藤城支線から本線に切り替え、全列車の停車駅となる。函館駅までのアクセス列車「はこだてライナー」も運行を開始[報道 8]。
- 2020年（令和2年）3月14日：新幹線eチケットサービス開始[報道 9]。
- 2021年（令和3年）度：話せる券売機を導入[報道 10]。
- 2024年（令和6年）3月16日：函館本線・函館方面でICカード「Kitaca」の利用が可能となる[報道 11][報道 12][報道 13]。

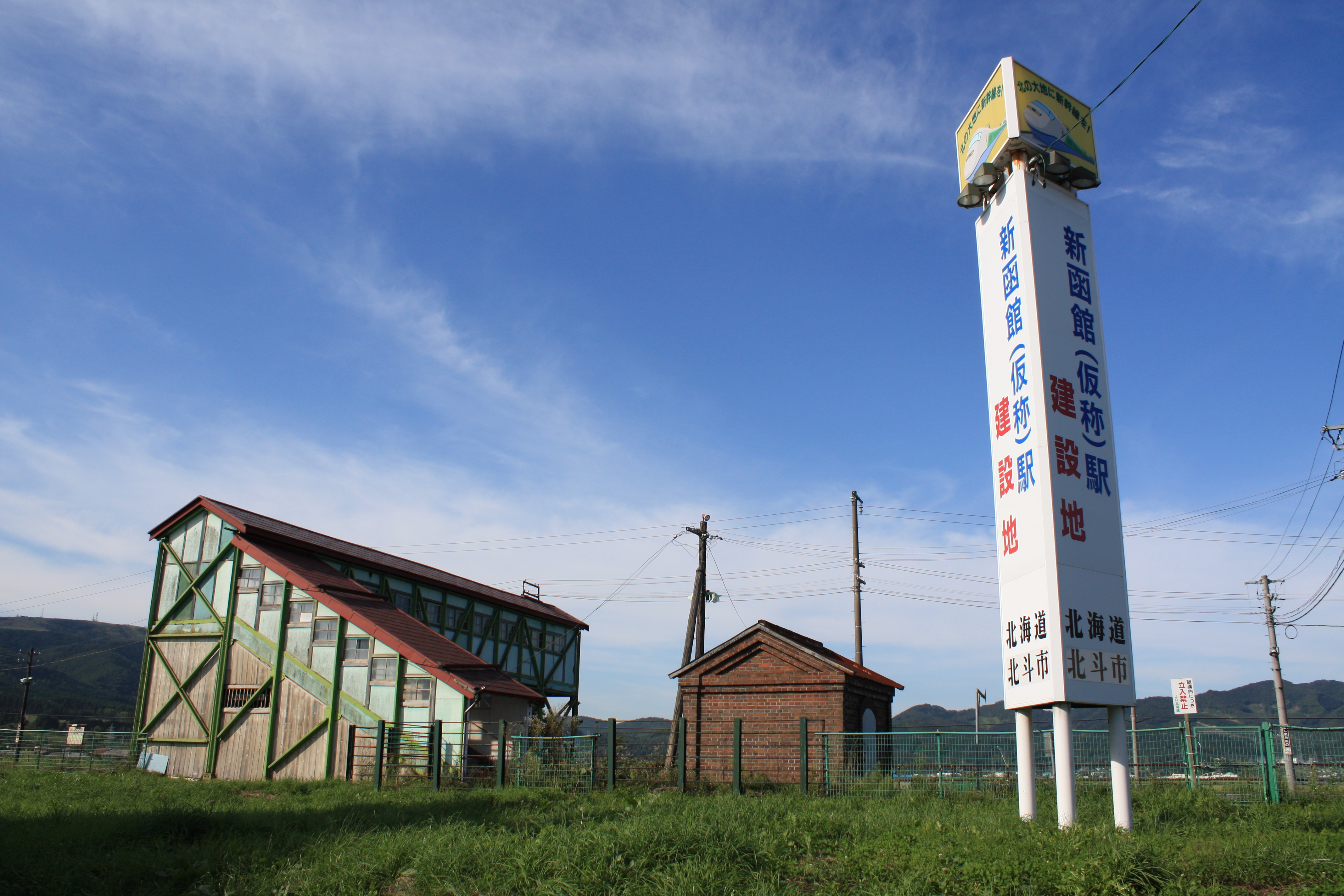
旧渡島大野駅前に設置されていた「新函館（仮称）駅建設地」の看板（※解体済）
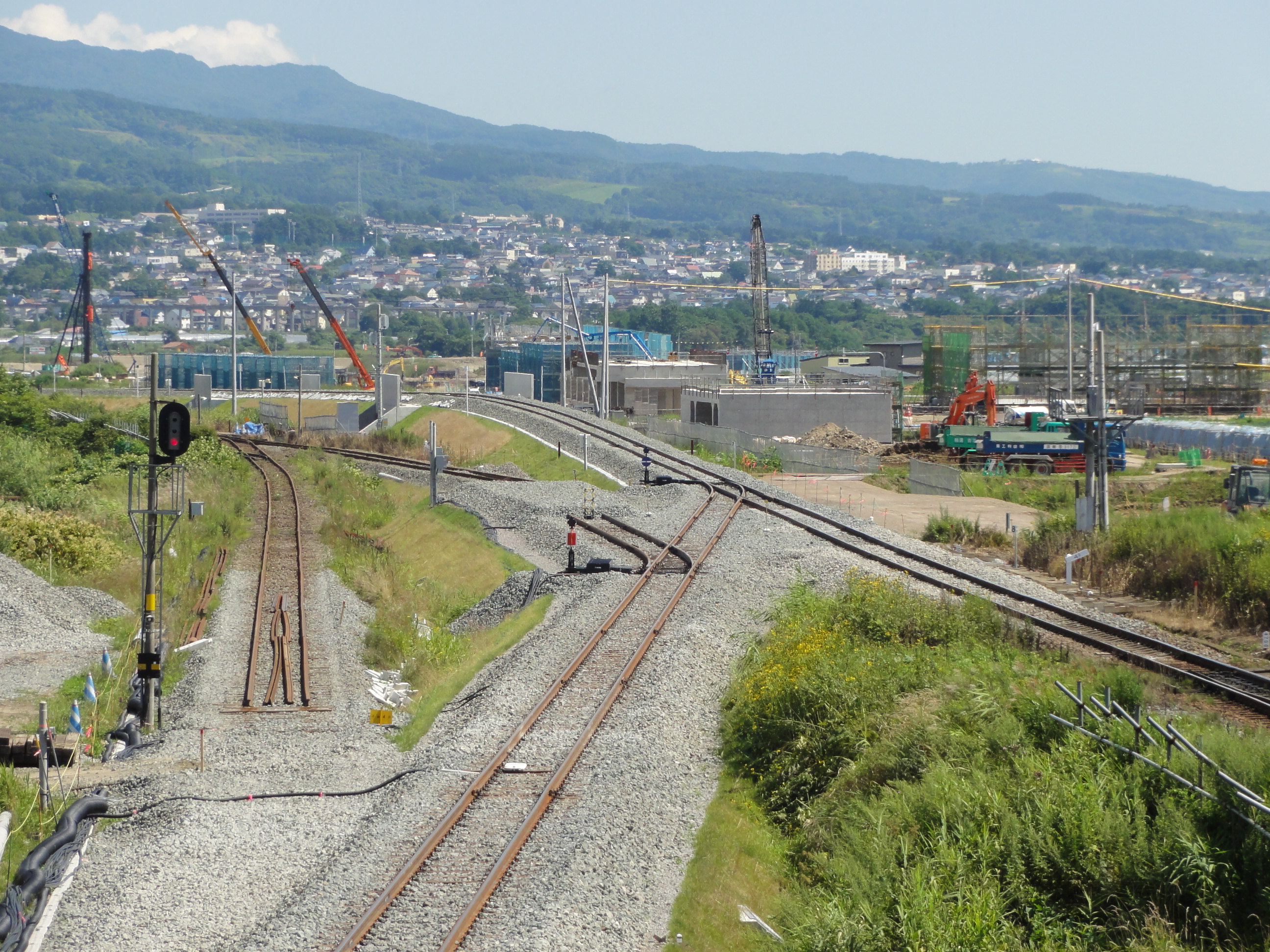
旧跨線橋から七飯方面と、その向こう側で建設中の函館新幹線総合車両所を俯瞰する。右側から新幹線本線、新ルート切り替え後の在来線線路（左下が現在の4番線）、使用停止となった在来線旧線路。
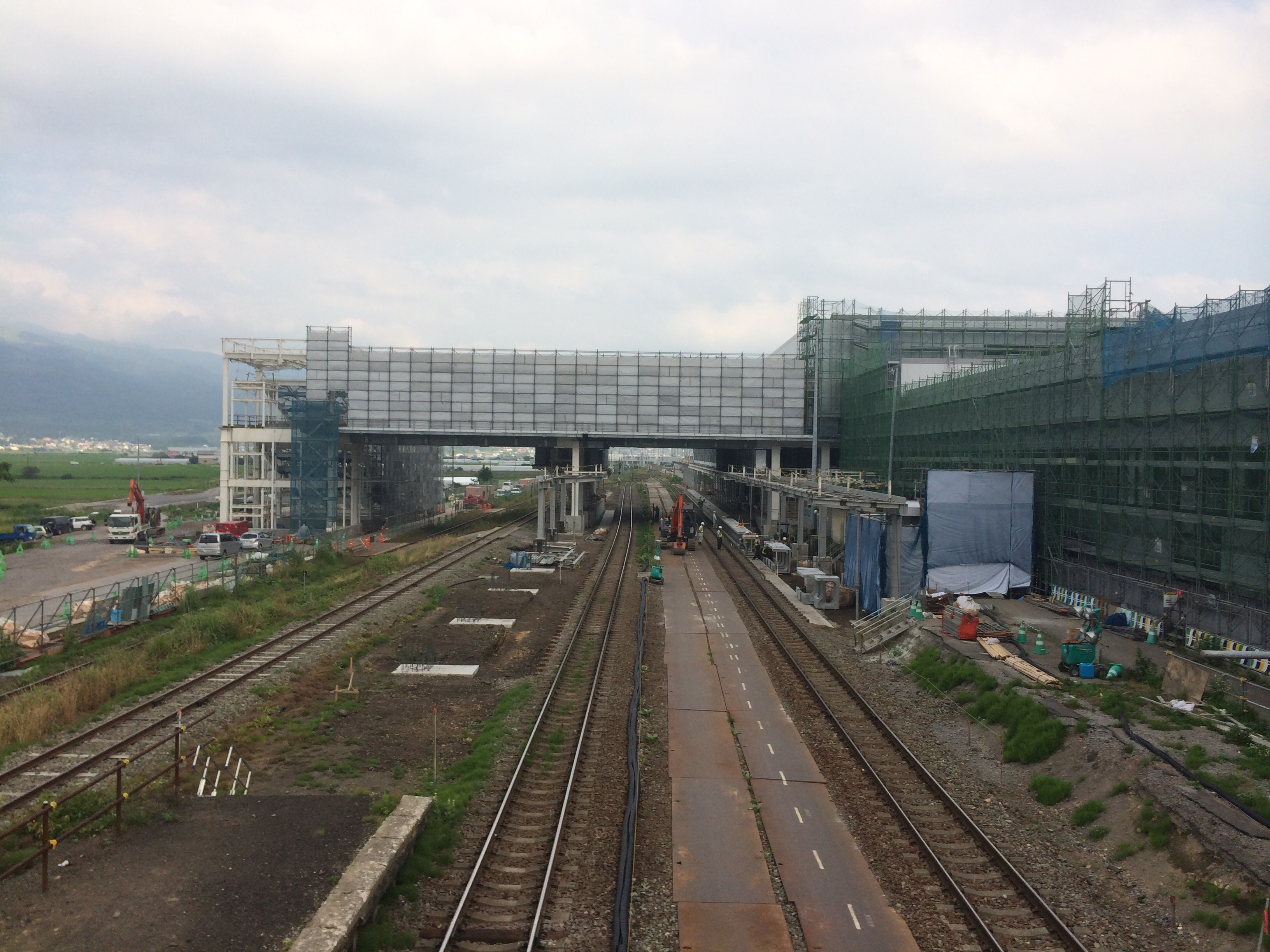
新函館北斗駅在来線ホーム建設の様子（2014年7月）
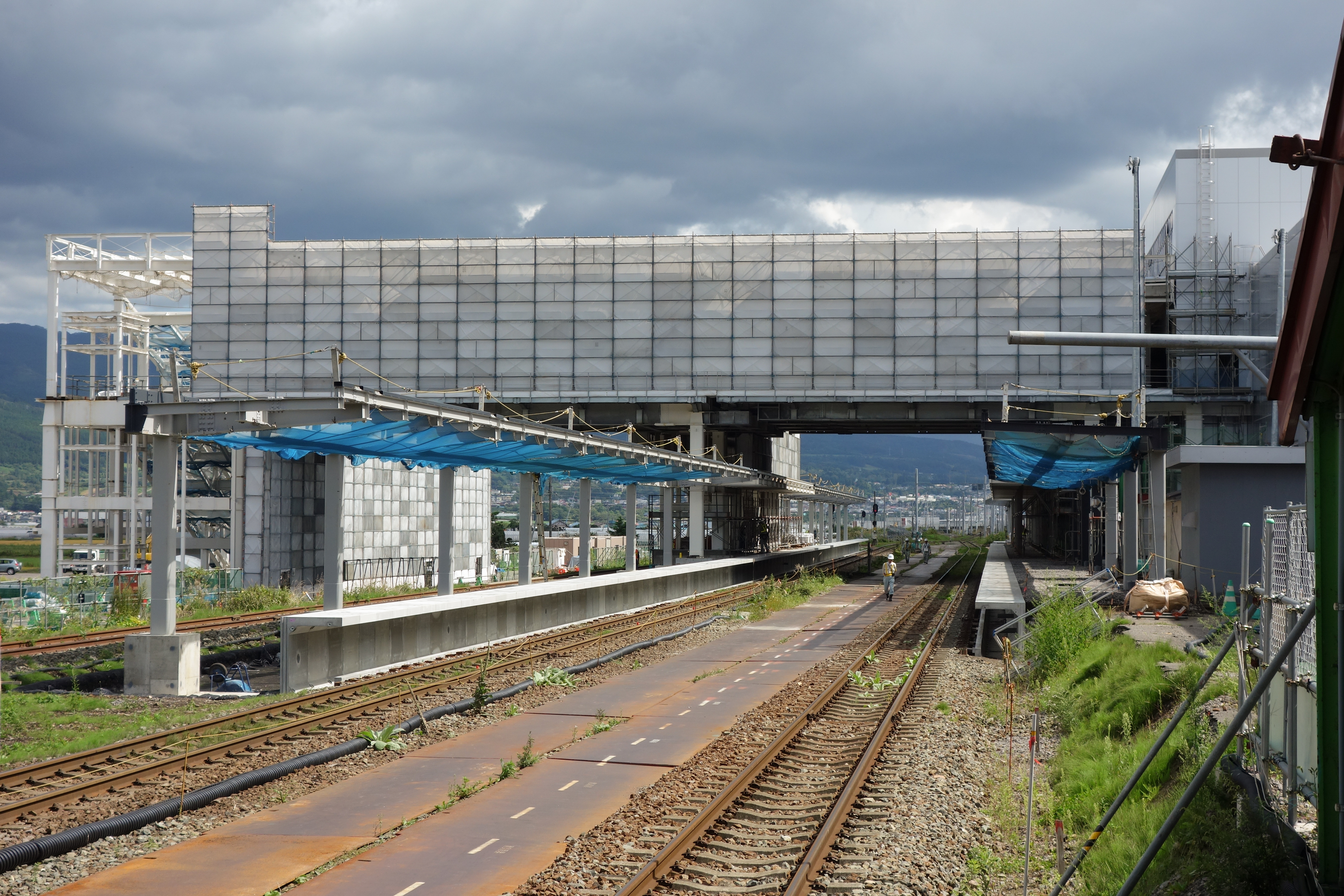
同（2014年9月）

### 駅名の由来
当初の駅名の「本郷」は北斗市の前身の村名からであり、1804年（文化元年）に当地の開拓が始まったことを記念して建てられた、庚申塚の付近を「本の郷」と呼んでいたことに由来する。実際には本郷村の隣の市渡（いちのわたり）村に駅が作られ、一方で駅名については本郷が使われた。本郷村へ設置されなかった経緯としては、住民の反対運動があったとされている。
一方、駅開業2年前の1900年（明治33年）に本郷村や市渡村などが合併して大野村が発足しており、1942年（昭和17年）には駅名も村名に合わせることとなった。このため、すでに常磐線大野駅が存在することから、旧国名の「渡島」を冠して「渡島大野」に改称された。この「大野」は単に大きい野原という意味の和名であるとされている。
現在の名称は、新幹線計画時からの仮称であった「新函館」に、所在地である北斗市の名を加えたもので、決定に至るまでには所在市名を冠する「北斗函館」を主張する北斗市と仮称通りの「新函館」を主張する函館市の間で論争があった。このほか「函館北斗」などの仮称も見られた。
駅名決定の経過
- 2012年（平成24年）
  - 6月15日：新駅の名称について、北斗市議会が「北斗函館駅」とするように求める議案を多数決で可決[新聞 9][新聞 11]。同年9月にはJR北海道に同内容で駅名の名称について要望[新聞 11]。
- 2013年（平成25年）
  - 3月25日：函館市議会が、仮称通り「新函館駅」とするように求める議案を多数決で可決[新聞 10][新聞 11]。
  - 7月24日：北斗市の高谷寿峰市長ら15人がJR北海道本社を訪れ、新駅名を「北斗函館」にするよう要望[新聞 11]。
  - 10月29日：函館商工会議所の松本栄一会頭が記者会見で妥協案として「新函館北斗」を提案することを表明[新聞 12]、北海道側も函館市・北斗市と調整に乗り出す考えを示した[新聞 13]。
  - 11月25日：函館市の工藤壽樹市長が北斗市に協議の申し入れを行い、北斗市の高谷寿峰市長が協議に応じる考えを示した[新聞 14][新聞 15]。
  - 11月26日：函館市および北斗市の市長および議会の正副議長の6人で、正式に協議することが決定した[新聞 16]。
  - 12月16日：北斗市、函館市の間で初めて会談が行われたが、平行線に終わり、従来の主張を再確認する程度にとどまった[新聞 17][新聞 18]。
- 2014年（平成26年）
  - 4月14日：北斗市、函館市の間で再び協議[新聞 19]。平行線をたどり、最終的に双方とも駅名案を出さずにJR北海道に一任する方針を決定[新聞 20][新聞 21]。
  - 5月14日：JR北海道の島田修社長が、北海道の意見を聞いた上で駅名を決めると発言[新聞 22]。
  - 6月4日：北海道が6月中に「新函館北斗駅」を提案する方針を固めた[新聞 23]。
  - 6月8日：北海道知事（当時）の高橋はるみが、記者会見の席上で新駅名に関する質問に対し即答を避ける[新聞 24]。
  - 6月10日：高橋が「仮称である『新函館』と所在地である『北斗』を駅名に入れてほしい」と回答。
  - 6月11日：JR北海道が定例記者会見において、駅名が「新函館北斗駅」に決定したことを正式に発表[新聞 25]。

## 駅構造
終日社員配置駅。ただし、北海道新幹線における貫通確認・車椅子介助・お忘れ物センター・旅客案内誘導は、北海道ジェイ・アール・サービスネットに業務委託されている。
みどりの窓口・指定席券売機・話せる券売機・在来線近距離券売機、自動改札機（在来線・新幹線とも）、北海道四季彩館が設置されている。
駅舎は壁面が高さ15メートルのガラスで覆われており、2階からガラス越しに函館山を望むことができる。支柱は北斗市三ツ石（渡島当別）にある灯台の聖母トラピスト大修道院前のポプラ並木をイメージした。天井や壁面には地元産の道南スギ材を張り、内装には北斗市茂辺地が道内発祥の地とされる煉瓦も使用されている。南口と北口を結ぶ自由通路の壁面もガラス張りで、2階からは新幹線ホームを見下ろせる。 駅舎の南側は北斗市観光協会が運営する「北斗市観光交流センター」となっており、1階にアンテナショップと交流スペース、2階に観光案内所と飲食店を構える。また、観光交流センター内には、市名に因み漫画「北斗の拳」の登場人物、ケンシロウの銅像が置かれている。

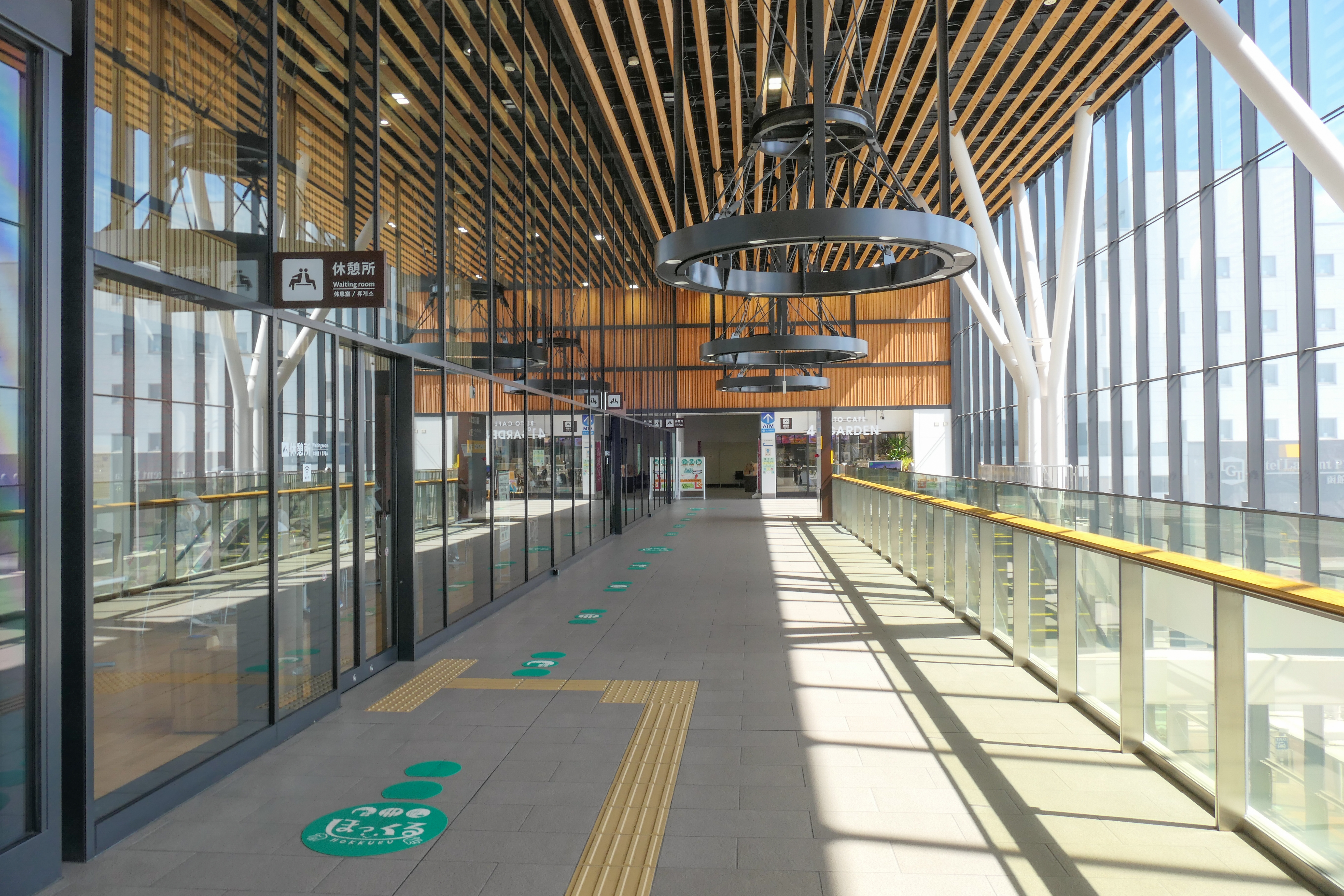
ガラス張りの駅舎内部
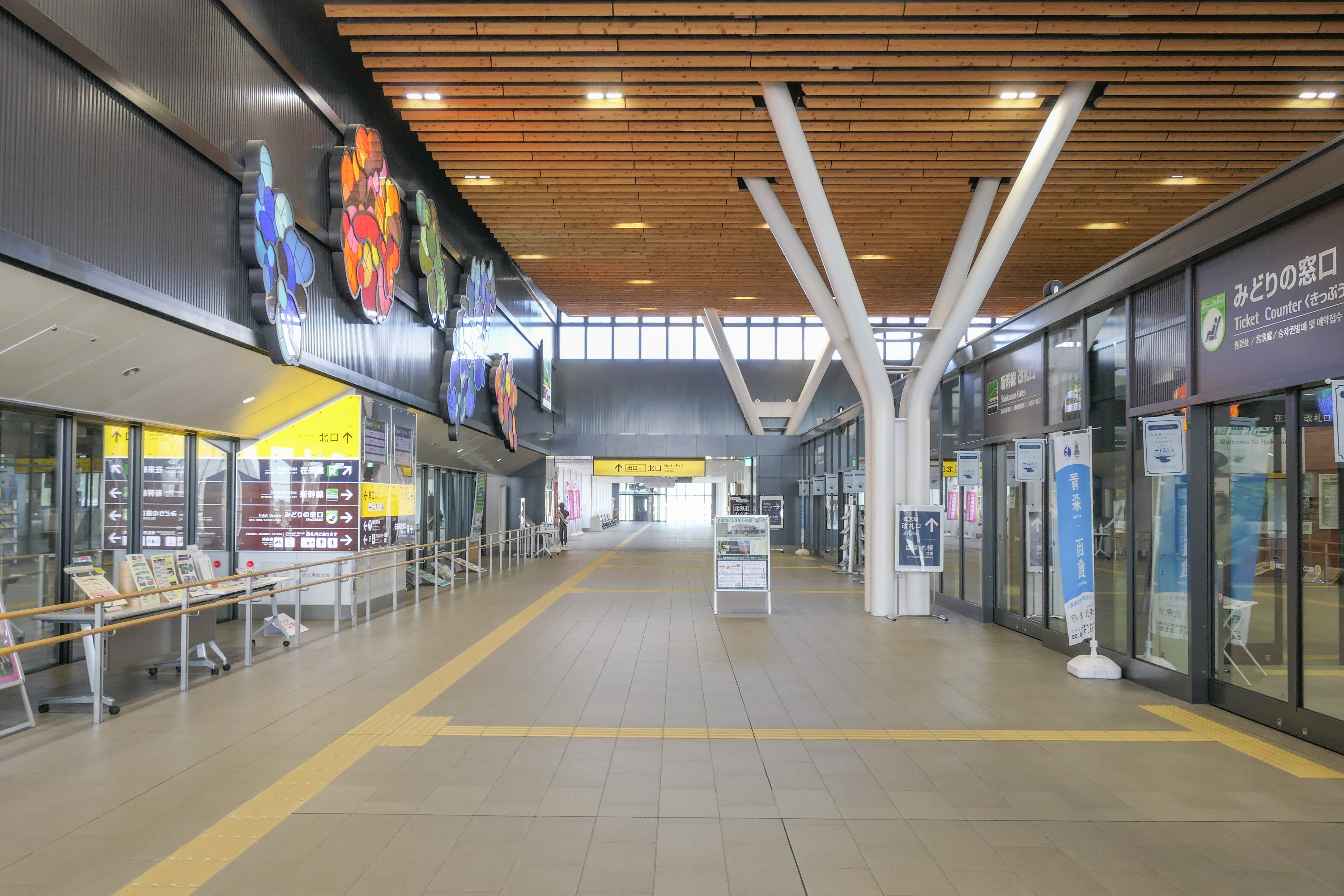
南北自由通路
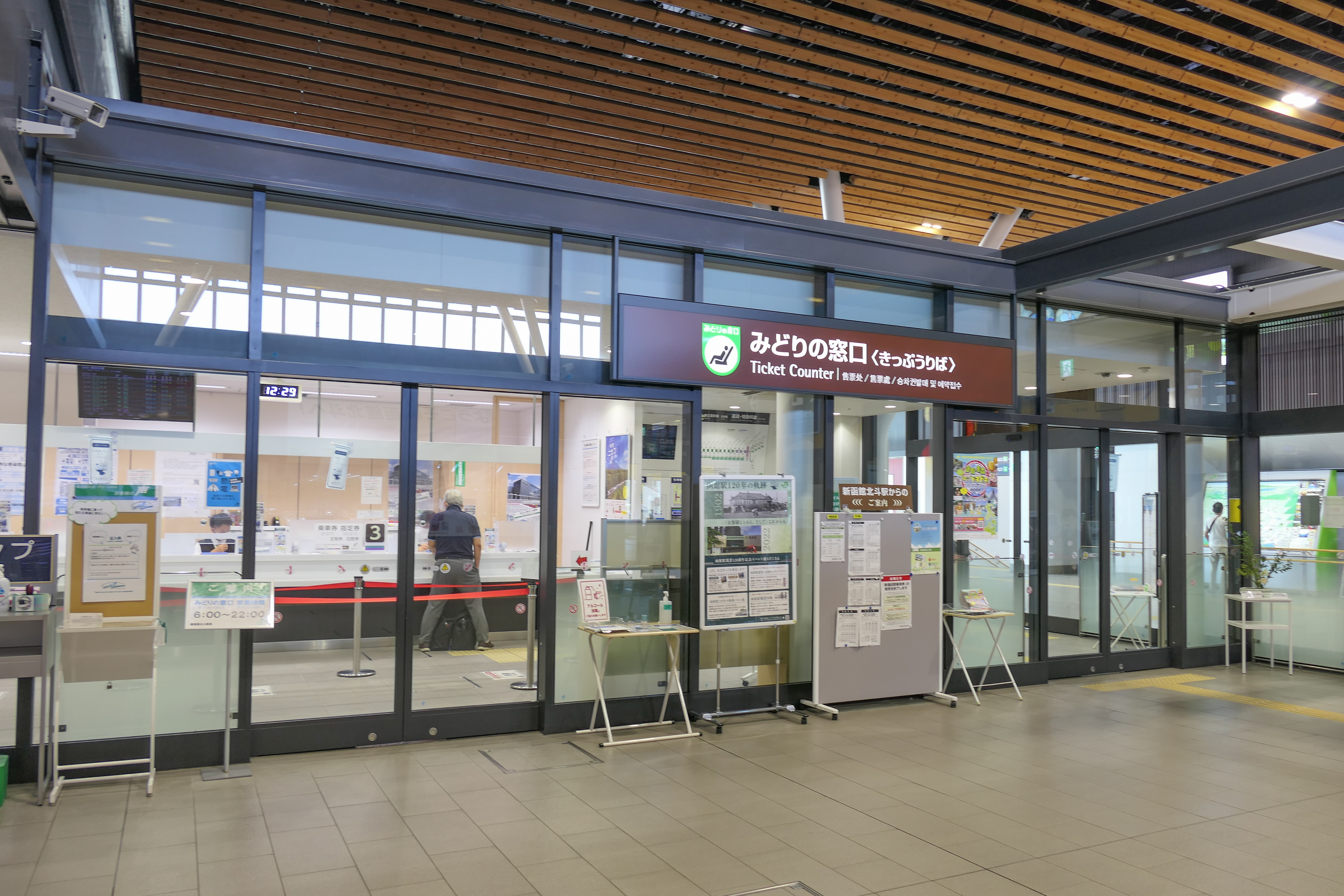
みどりの窓口

### 新幹線
相対式ホーム2面2線を持つ橋上駅である。12番線ホームは将来の札幌延伸のために島式で整備されており、反対側に1線増設できる構造となっている。
11・12番線ホームともに階段・エスカレーター・エレベーターが設置されており、橋上駅舎内の出口及び在来線乗り換え改札に通じている。新幹線改札口には、指定席券売機、新幹線自動改札機（新幹線eチケットサービス対応）が設置されている。また、11番線ホームは在来線1・2番線ホームと同一平面上にあることから、こちらにも乗り換え改札が設けられ、行き来が可能である。
両ホームともに260 km/hでの本線通過が可能な寸法形状として設計されており、通過列車の風圧対策も建設時点で既にシミュレーション済である。
| 番線 | 路線         | 行先                         |
| ---- | ------------ | ---------------------------- |
| 11   | 北海道新幹線 | 新青森・盛岡・仙台・東京方面 |
| 12   | 北海道新幹線 | （定期列車は降車のみ）       |

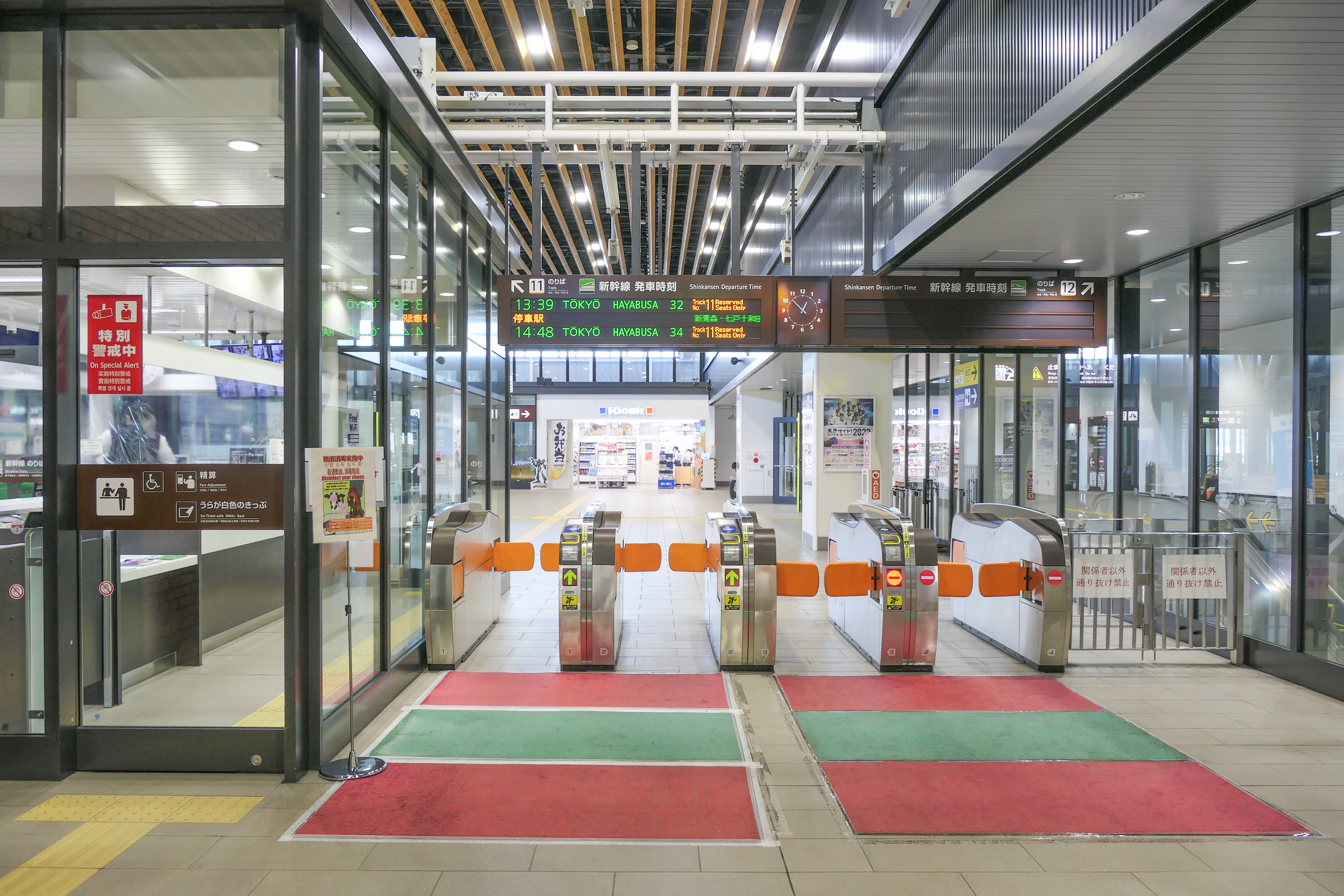
新幹線改札口
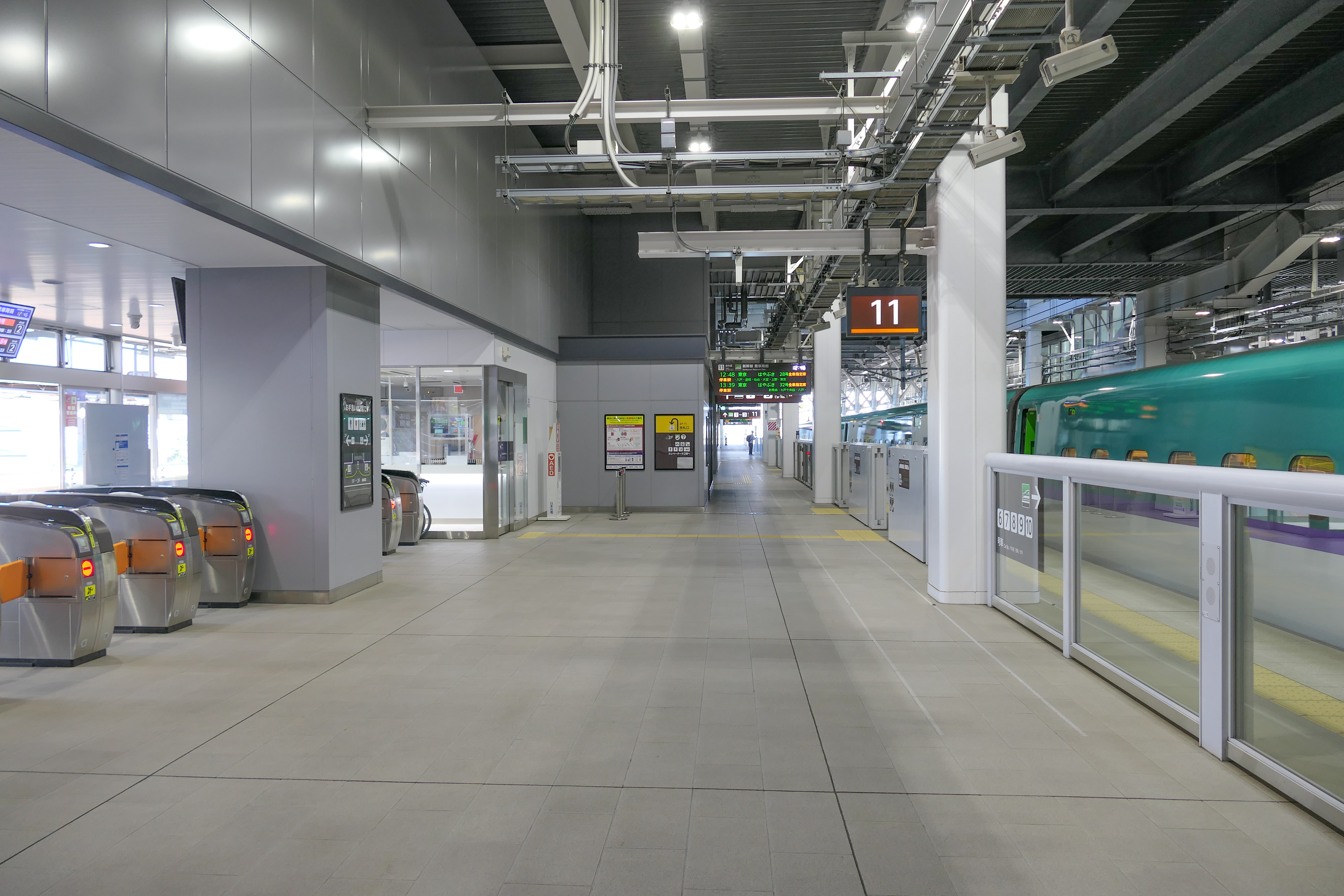
11番線ホーム
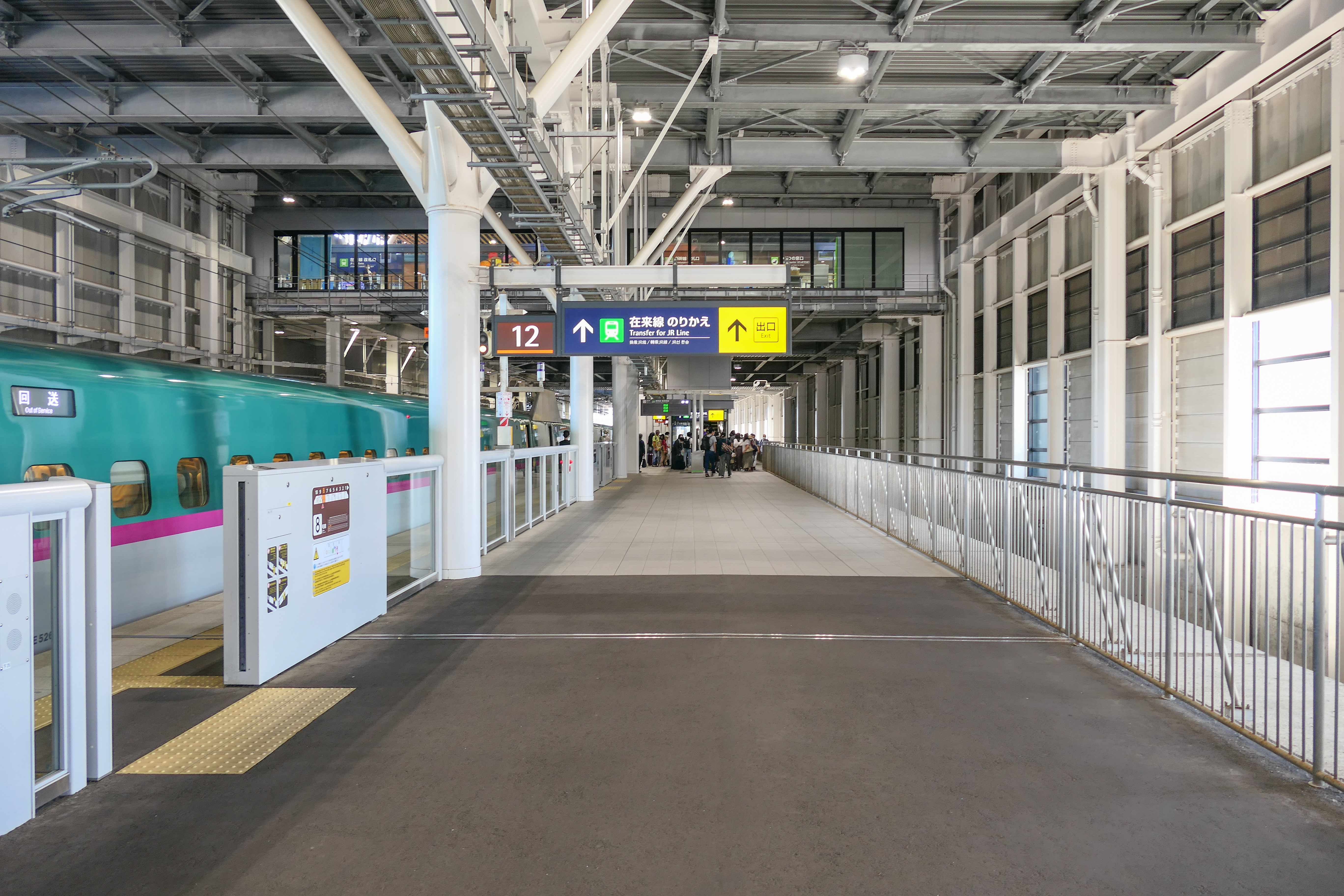
12番線ホーム
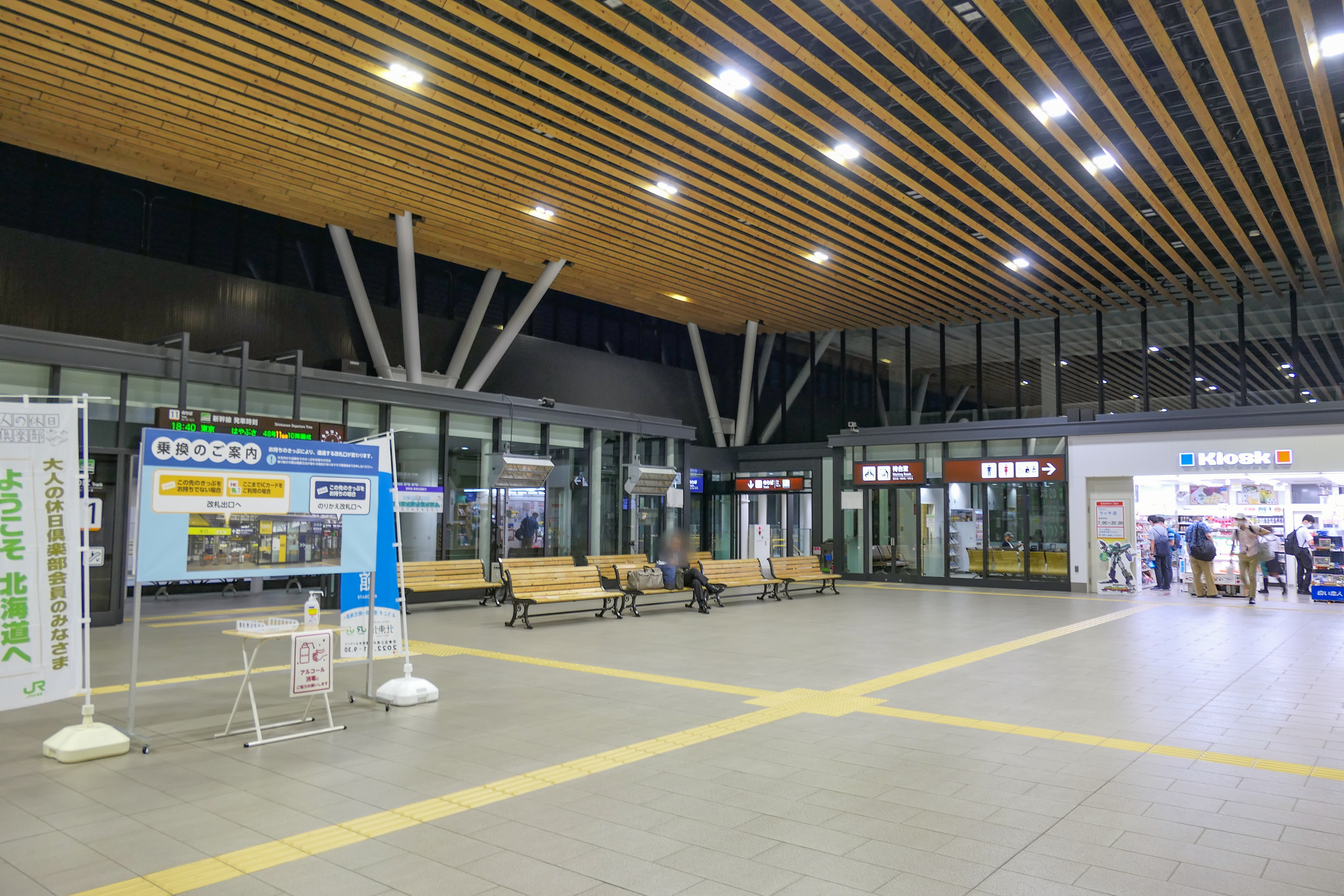
改札内コンコース
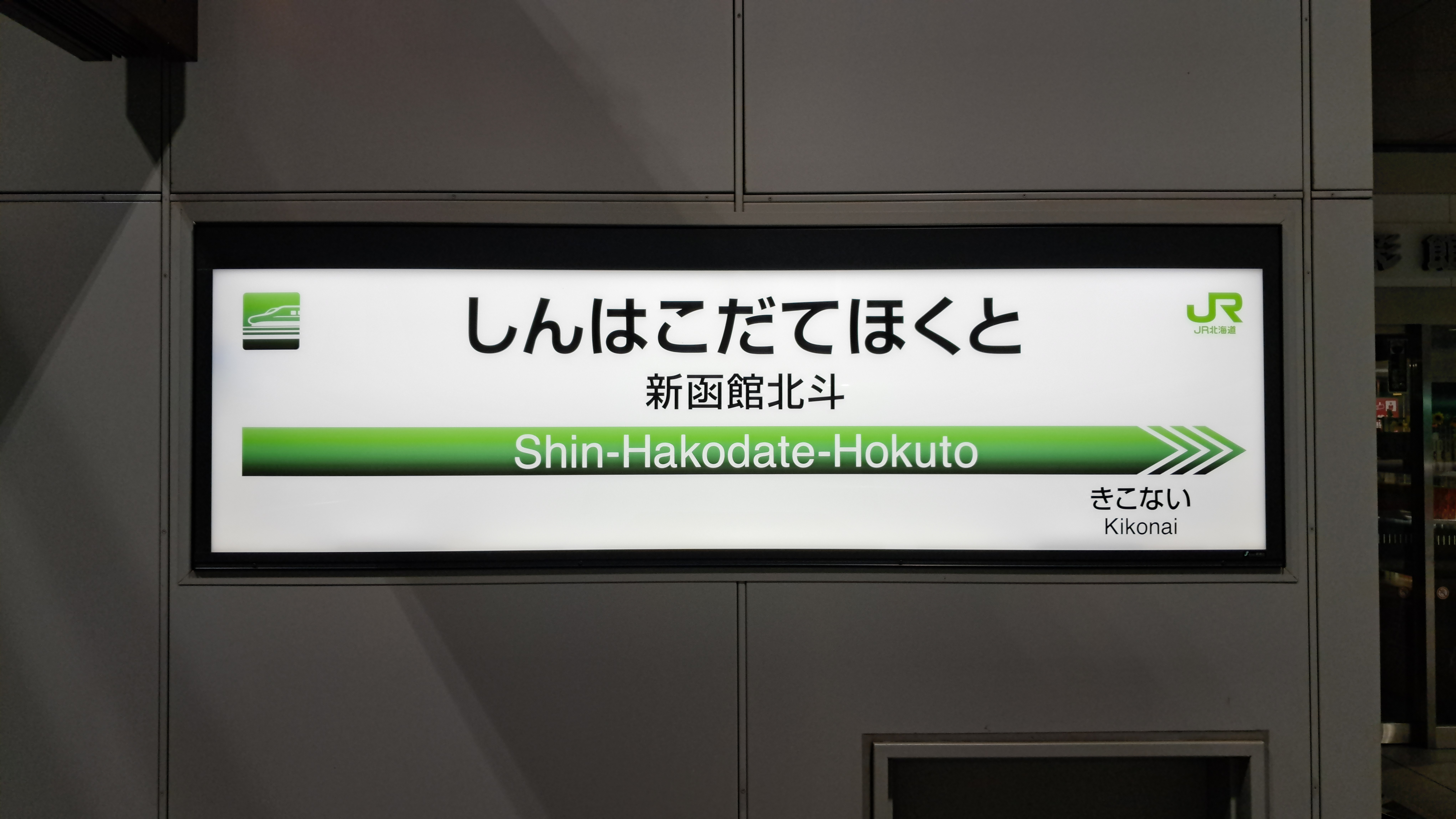
駅名標（新幹線、2024年8月）

### 在来線
島式（一部単式）ホーム2面4線をもつ。本来は単式ホームである2番線の函館側先端の反対側を一部切り欠いて、函館方面からの行き止まりである1番線が設置されており、函館駅とのシャトル列車「はこだてライナー」専用としている。1・2番線のみ電化されており、島式の3・4番線は非電化である。2・3番線は特急列車対応の長いホームを持つが、4番線は短編成の普通列車の発着を考慮して、3番線の函館側対面のみ使用でき、森側はフェンスで封鎖されている。4番線の外側には、貨物列車用の待避線が1本ある。
多くの乗客が当駅に長く留まらず、新幹線と在来線を乗り継ぐと想定しており、在来線ホームの幅は4 - 6 m 程度とあまり広くはない。待合室なども必要最低限の構造に抑えられている。
在来線改札口および新幹線との乗り継ぎ改札口には、在来線近距離券売機、自動改札機（函館方面の利用に限りKitaca対応）が設置されている。また、新幹線との乗り継ぎ改札にはマルス端末が1台設置されており、途中の無人駅からの乗客に対する乗車券・新幹線特急券の発券と乗り越し精算が対応可能になっている。
| 番線 | 路線      | 方向           | 行先                                   | 備考             |
| ---- | --------- | -------------- | -------------------------------------- | ---------------- |
| 1    | ■函館本線 | 上り           | 函館方面                               | はこだてライナー |
| 2    | ■函館本線 | 上り           | 函館方面                               | 特急             |
| 2    | ■函館本線 | 下り           | 長万部・東室蘭・苫小牧・千歳・札幌方面 | 特急・普通       |
| 3    | ■函館本線 | 下り           | 長万部・東室蘭・苫小牧・千歳・札幌方面 | 特急             |
| 3    | ■函館本線 | 上り           | 函館方面                               | 普通             |
| 4    | ■函館本線 | （予備ホーム） | （予備ホーム）                         | （予備ホーム）   |

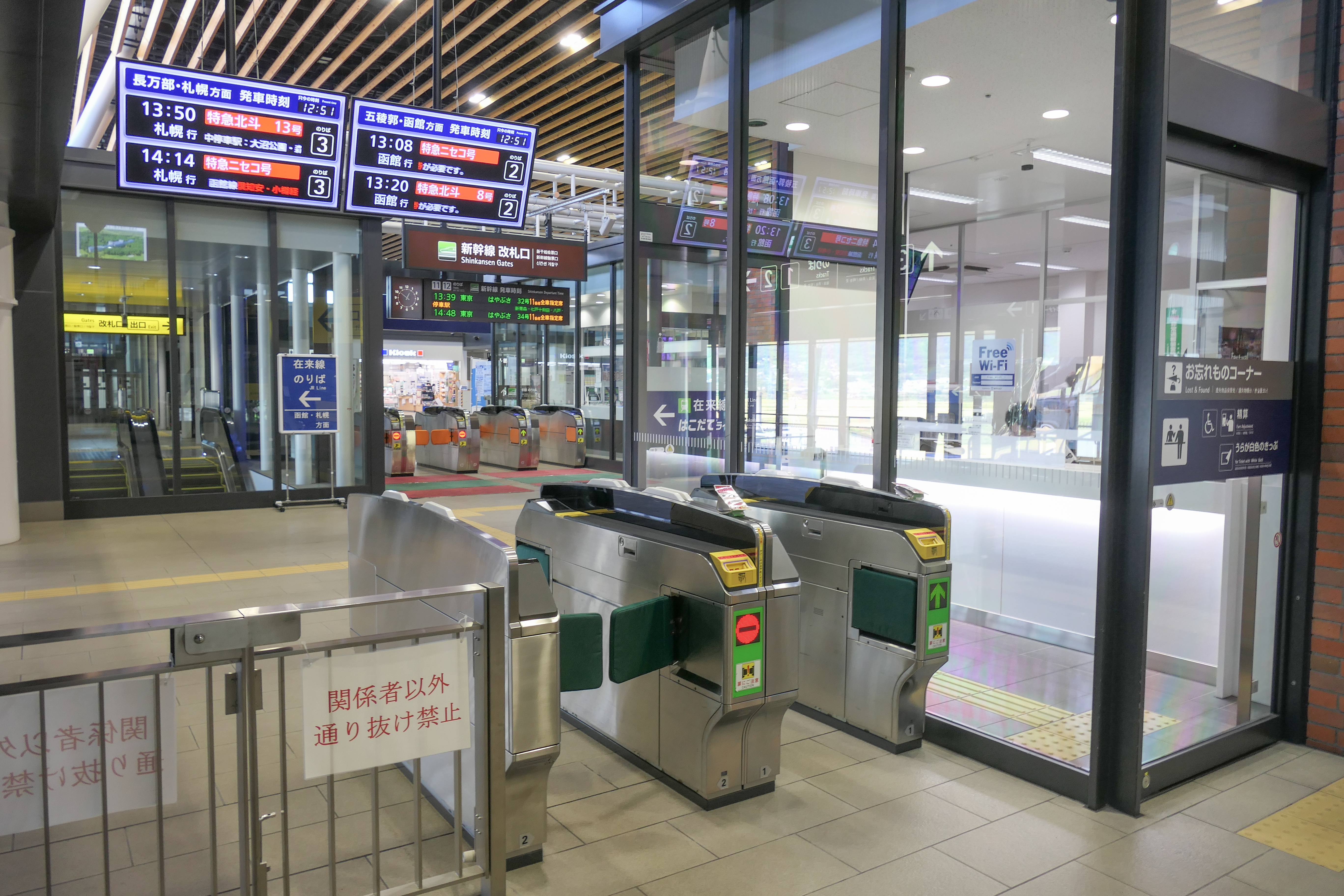
在来線改札口
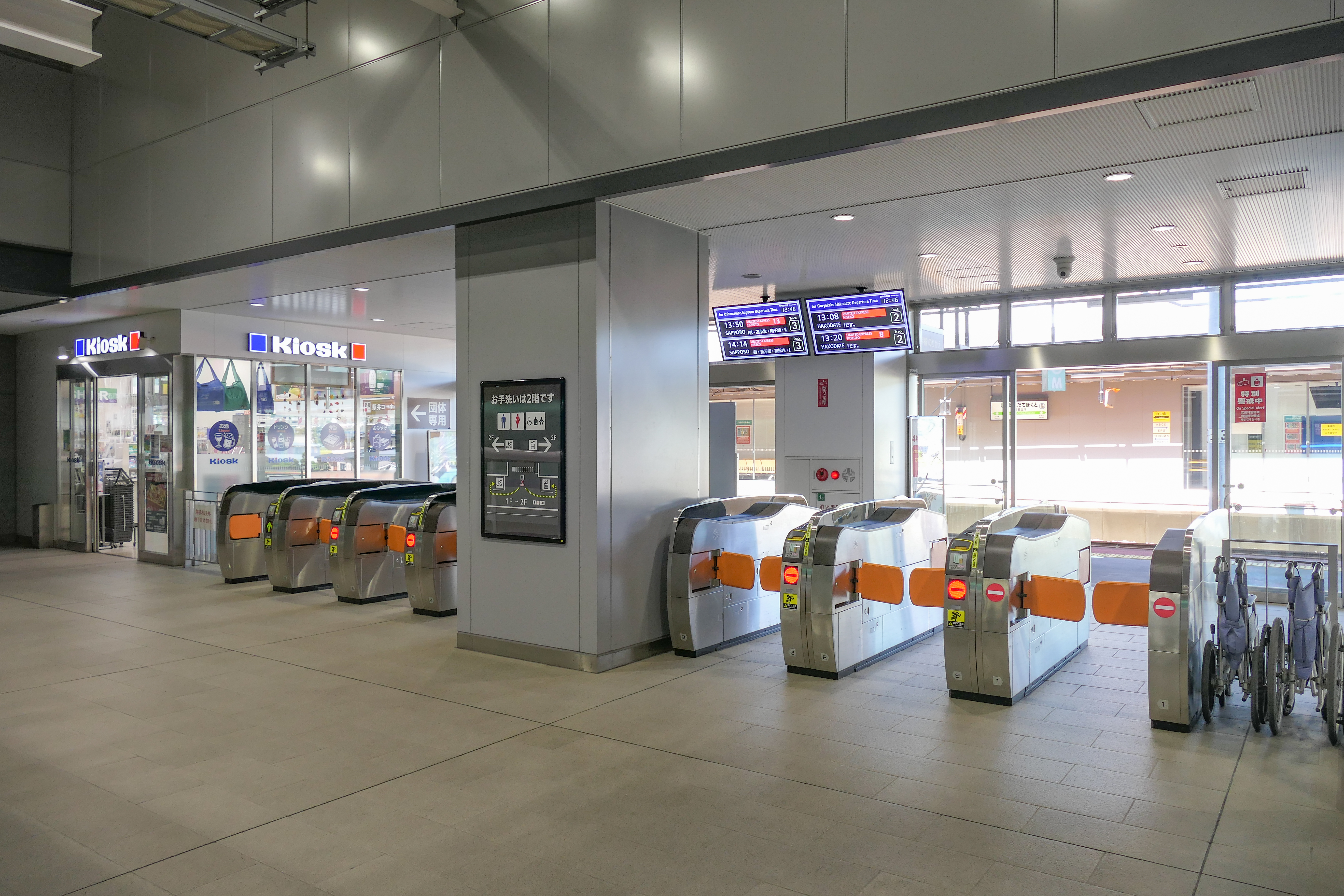
1F新幹線のりかえ改札口
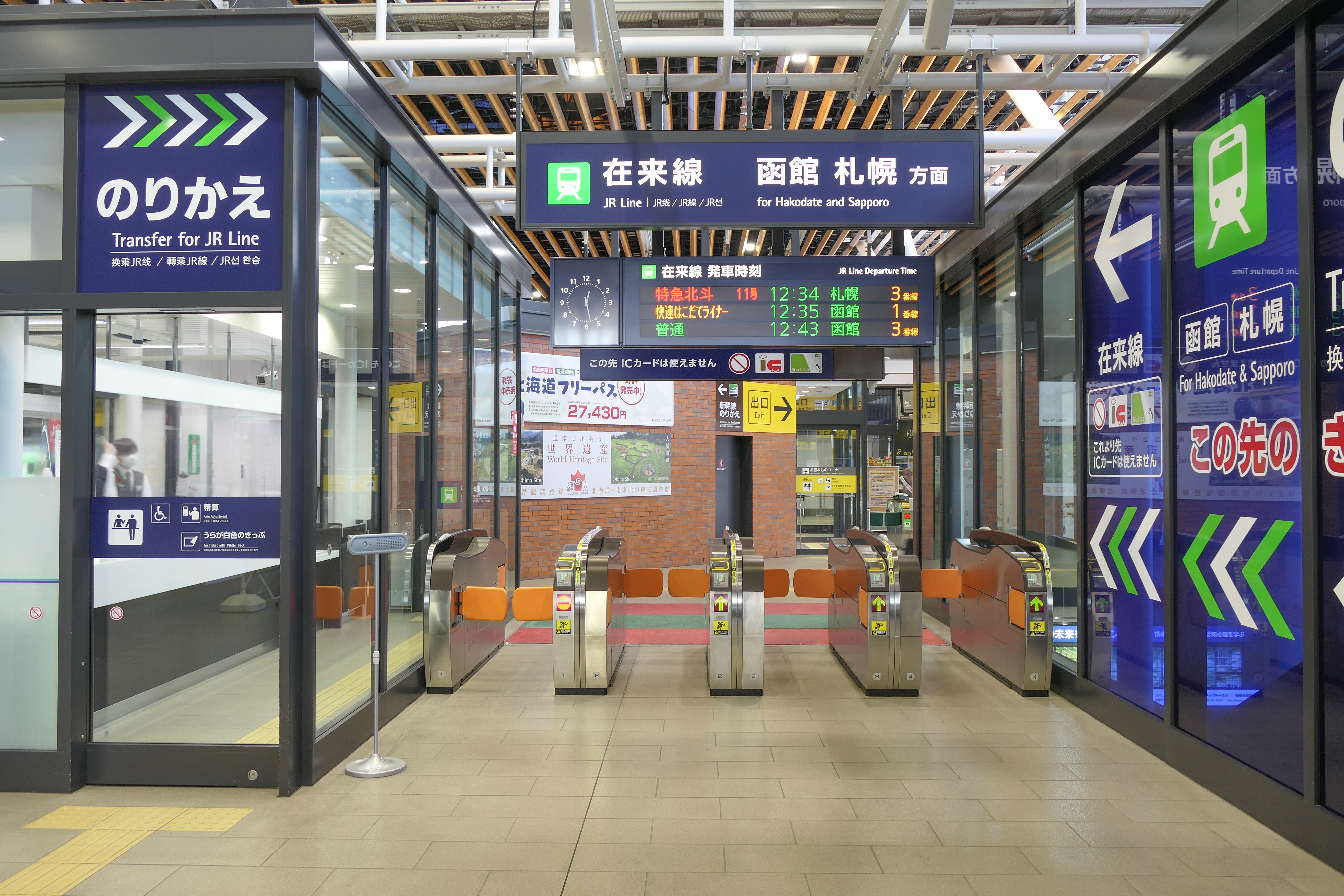
2F新幹線のりかえ改札口
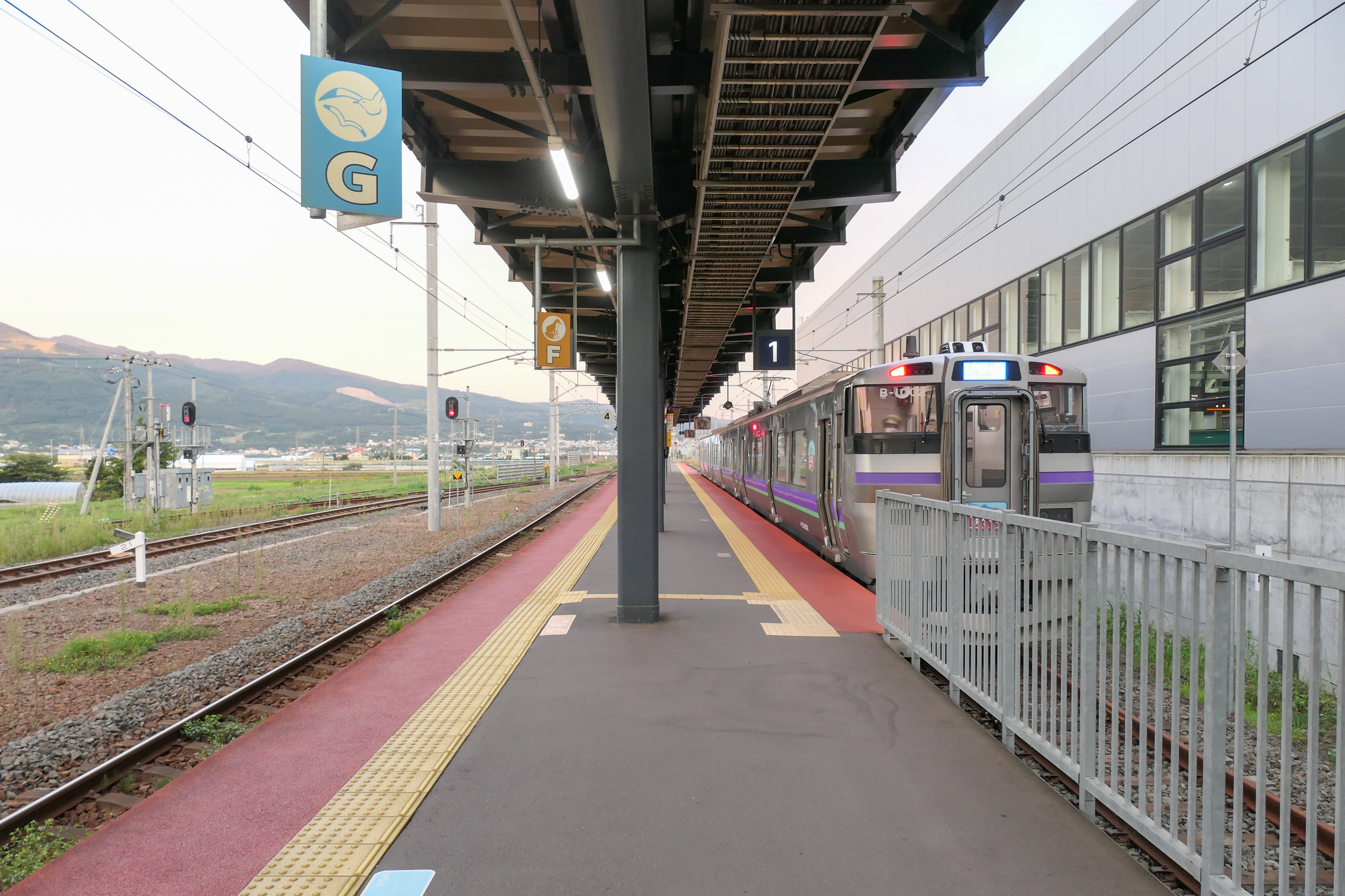
1・2番線ホーム
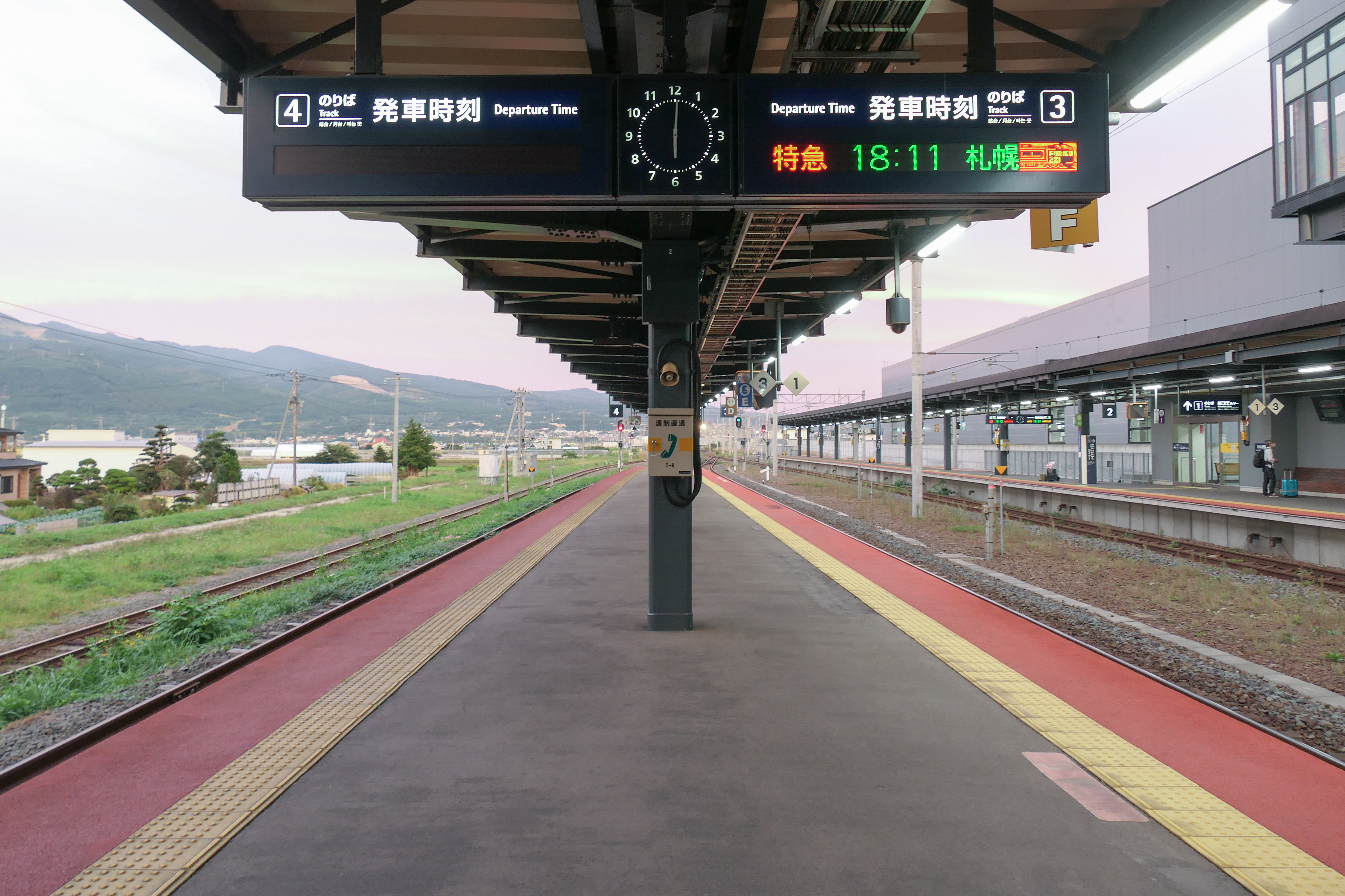
3・4番線ホーム
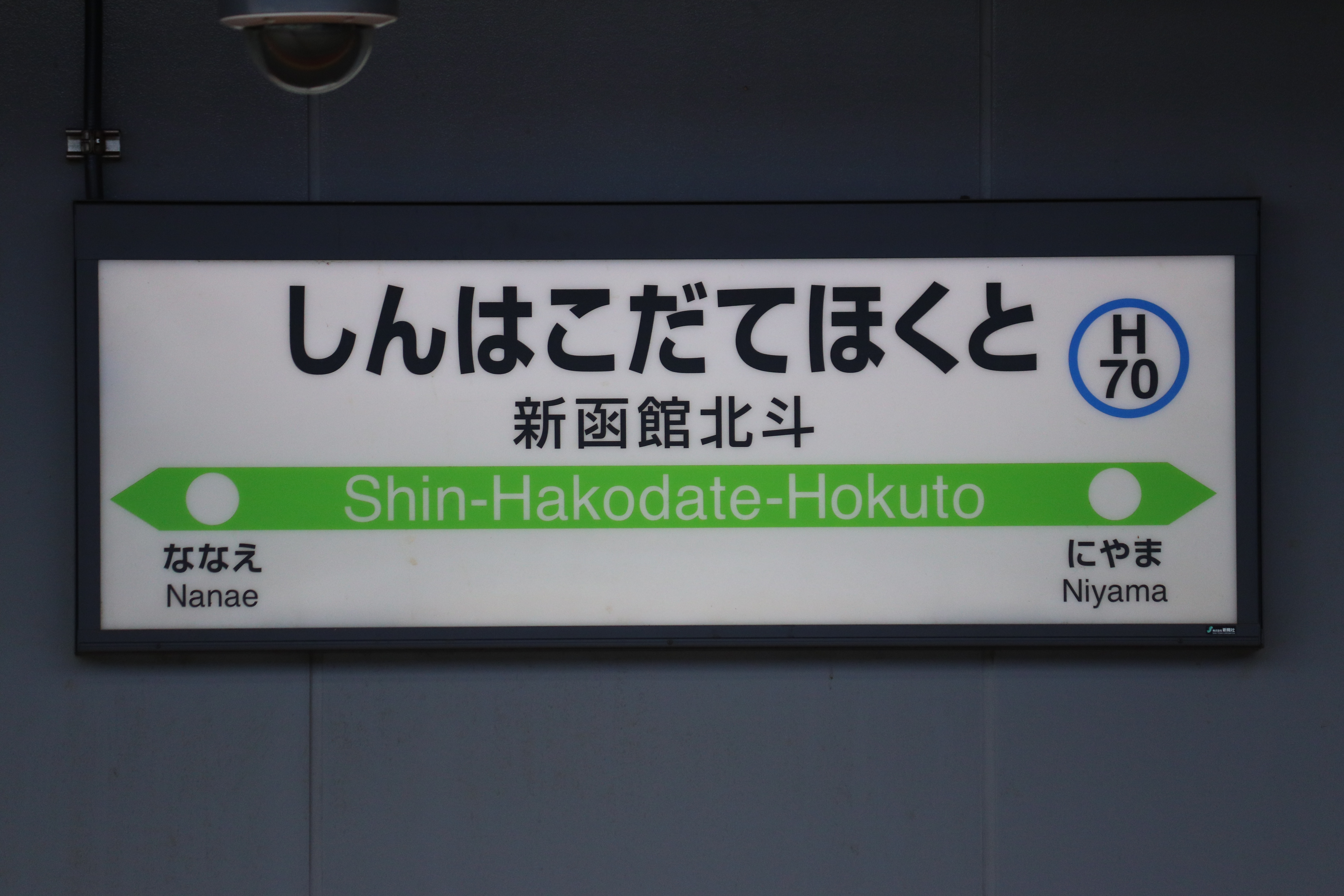
駅名標（在来線）

### ホーム計画の推移
当駅は函館市街地にある函館駅から遠く、函館駅へのリレー列車（後のはこだてライナー）の運行が必要であることから、JR北海道は所要時間を短縮するため五稜郭駅 - 当駅間の交流電化を決定,
2013年（平成25年）3月に同区間の電化工事を開始した。
当駅でも設計段階から、乗り継ぎ時間を短く抑えるホームの配置が課題となっていた。九州新幹線の新八代駅で行われていた対面乗り換えが理想とされたが、札幌方面への乗り継ぎも考慮する必要があり、単純ではなかった。
2012年（平成24年）2月にホーム配置の案が公表された。在来線側が島式ホーム1面2線および単式ホーム1面1線、さらに単式ホームの反対側に函館駅方面へのリレー列車専用となる切欠きホーム1線を設け、計2面4線となる。新幹線と平面乗り換えができるように、連絡通路・改札で相互のホームを接続するため、在来線ホームも1面は単式である必要があったが、函館・札幌双方の列車と新幹線を接続させるため、函館リレー列車専用のホームを設けた。新幹線側は相対式ホーム2面2線となり、一方が前述の連絡改札で在来線側と接続する。在来線ホームと平面で接続されている新幹線ホームが1つであるため、新幹線下りのほとんどの便で平面乗り換えができない構造となった。
2013年（平成25年）3月に公開されたホーム配置の図では、前年の案に加え、札幌駅延伸までに新幹線ホームの最も外側に1線を整備する予定とし、最終的に2面3線になるとした一方、乗り継ぎ方法や在来線ホームの計画は変更されなかった。新設の「はこだてライナー」専用線は1番線とされ、従来の1番線は2番線に改番された。乗換改札は新幹線11番線ホームと在来線1・2番線ホームの間と、駅舎上の2箇所とした。また、「はこだてライナー」は通常3両編成だが、混雑時には6両編成に増結するため、有効長は6両分となった。

## 利用状況

### 1日平均乗車人員
乗車人員の推移は以下の通り。年間の値のみ判明している年度は日数割で算出した参考値を括弧書きで示す。出典が「乗降人員」となっているものについては1/2とした値を括弧書きで乗車人員の欄に示し、備考欄で元の値を示す。特記のないものは「国土数値情報 駅別乗降客数データ」（乗降人員）を出典とする。
また、「JR調査」については、当該の年度を最終年とする過去5年間の各調査日における平均である。
| 年度               | 乗車人員（人） | 乗車人員（人） | 乗車人員（人） | 出典               | 備考             |
| 年度               | 年間           | 1日平均        | JR調査         | 出典               | 備考             |
| ------------------ | -------------- | -------------- | -------------- | ------------------ | ---------------- |
| 1978年（昭和53年） |                | 333.0          |                | [ 16 ]             |                  |
| 1981年（昭和56年） |                | (137.0)        |                | [ 17 ]             |                  |
| 1992年（平成04年） |                | (115.0)        |                | [ 11 ]             |                  |
| 2011年（平成23年） |                | (49)           |                |                    |                  |
| 2012年（平成24年） |                | (54)           |                |                    |                  |
| 2013年（平成25年） |                | (62)           |                |                    |                  |
| 2014年（平成26年） |                | (62)           |                |                    |                  |
| 2015年（平成27年） |                | (1,830)        |                |                    | 北海道新幹線開業 |
| 2016年（平成28年） |                | (1,811)        |                | [ 新聞 29 ]        |                  |
| 2017年（平成29年） |                | (1,747)        | 702.4          | [ 18 ] [ 新聞 29 ] |                  |
| 2018年（平成30年） |                | (1,532)        | 1530.6         | [ 19 ]             |                  |
| 2019年（令和元年） |                | (1,492)        |                |                    |                  |
| 2020年（令和02年） |                | (672)          |                |                    | 函館線を含む     |
| 2021年（令和03年） |                | (732)          |                |                    | 函館線を含む     |
| 2022年（令和04年） |                | (996)          |                |                    | 函館線を含む     |

### 対東京年間輸送人員
JR東日本によると、コロナ禍の影響が無かった2018年度（平成30年度）の東京 - 函館間の年間輸送人員は、新幹線が約39.5万人（シェア28%）、航空機が約101.3万人（シェア72%）、新幹線と航空機の合計は約140.8万人である。
北海道新幹線の起点である津軽海峡の対岸、東京 - 青森間における年間輸送人員は、新幹線が約262万人（シェア78%）、航空機が約70.7万人（シェア22%）、新幹線と航空機の合計は約336.8万人となっており、東京 - 函館間とは新幹線と航空機のシェアが逆転している。
| 東京 - 函館 年間輸送人員（千人） | 東京 - 函館 年間輸送人員（千人） | 東京 - 函館 年間輸送人員（千人） | 東京 - 函館 年間輸送人員（千人） | 東京 - 函館 年間輸送人員（千人） |
| 年度                             | 新幹線                           | 航空機                           | 合計                             | 出典                             |
| -------------------------------- | -------------------------------- | -------------------------------- | -------------------------------- | -------------------------------- |
| 2014年（平成26年）               | 155                              | 1,092                            | 1,247                            | [ 20 ]                           |
| 2014年（平成26年）               | 12%                              | 88%                              | 100%                             | [ 20 ]                           |
| 2015年（平成27年）               | 169                              | 1,108                            | 1,277                            | [ 20 ]                           |
| 2015年（平成27年）               | 13%                              | 87%                              | 100%                             | [ 20 ]                           |
| 2016年（平成28年）               | 572                              | 1,044                            | 1,616                            | [ 20 ]                           |
| 2016年（平成28年）               | 35%                              | 55%                              | 100%                             | [ 20 ]                           |
| 2017年（平成29年）               | 398                              | 997                              | 1,395                            | [ 20 ]                           |
| 2017年（平成29年）               | 29%                              | 71%                              | 100%                             | [ 20 ]                           |
| 2018年（平成30年）               | 395                              | 1,013                            | 1,408                            | [ 20 ]                           |
| 2018年（平成30年）               | 28%                              | 72%                              | 100%                             | [ 20 ]                           |
| 2019年（令和元年）               | 394                              | 1,029                            | 1,423                            | [ 20 ]                           |
| 2019年（令和元年）               | 28%                              | 72%                              | 100%                             | [ 20 ]                           |
| 2020年（令和2年）                | 176                              | 355                              | 531                              | [ 20 ]                           |
| 2020年（令和2年）                | 33%                              | 67%                              | 100%                             | [ 20 ]                           |
| 2021年（令和3年）                | 189                              | 513                              | 702                              | [ 20 ]                           |
| 2021年（令和3年）                | 27%                              | 73%                              | 100%                             | [ 20 ]                           |
| 2022年（令和4年）                | 325                              | 930                              | 1,255                            | [ 20 ]                           |
| 2022年（令和4年）                | 26%                              | 74%                              | 100%                             | [ 20 ]                           |
| 2023年（令和5年）                | 437                              | 1,066                            | 1,503                            | [ 20 ]                           |
| 2023年（令和5年）                | 29%                              | 71%                              | 100%                             | [ 20 ]                           |

JR東日本によると2024年（令和6年）3月現在、新幹線の所要時間は最速3時間57分、運賃（通常期）は23,430円、1日10往復運行されている。また、航空機の所要時間は約2時間40分、1日8往復運航されている。
| 2018年度（平成30年度） 道南・北東北の対東京年間輸送人員（千人） | 2018年度（平成30年度） 道南・北東北の対東京年間輸送人員（千人） | 2018年度（平成30年度） 道南・北東北の対東京年間輸送人員（千人） | 2018年度（平成30年度） 道南・北東北の対東京年間輸送人員（千人） | 2018年度（平成30年度） 道南・北東北の対東京年間輸送人員（千人） |
| 区間                                                            | 新幹線                                                          | 航空機                                                          | 合計                                                            | 出典                                                            |
| --------------------------------------------------------------- | --------------------------------------------------------------- | --------------------------------------------------------------- | --------------------------------------------------------------- | --------------------------------------------------------------- |
| 東京 - 函館                                                     | 395                                                             | 1,013                                                           | 1,408                                                           | [ 20 ]                                                          |
| 東京 - 函館                                                     | 28%                                                             | 72%                                                             | 100%                                                            | [ 20 ]                                                          |
| 東京 - 青森                                                     | 2,620                                                           | 748                                                             | 3,368                                                           | [ 20 ]                                                          |
| 東京 - 青森                                                     | 78%                                                             | 22%                                                             | 100%                                                            | [ 20 ]                                                          |
| 東京 - 盛岡                                                     | 2,621                                                           | -                                                               | 2,621                                                           | [ 20 ]                                                          |
| 東京 - 盛岡                                                     | 100%                                                            | 0%                                                              | 100%                                                            | [ 20 ]                                                          |
| 東京 - 秋田                                                     | 1,357                                                           | 972                                                             | 2,329                                                           | [ 20 ]                                                          |
| 東京 - 秋田                                                     | 58%                                                             | 42%                                                             | 100%                                                            | [ 20 ]                                                          |

## 駅弁
主な駅弁は下記の通り。
- 北の駅弁屋さん
- 蝦夷ちらし
- 大沼べこ辨
- はこだて四季彩幕の内
- 貝の贔屓めし
- 北の家族弁当
- 鮭いくらごはん
- 山海贅沢ごはん
- 鰊みがき弁当
- みかどのかにめし
- 函館みかどのかにめし
- 豚わっぱ飯

## 駅周辺

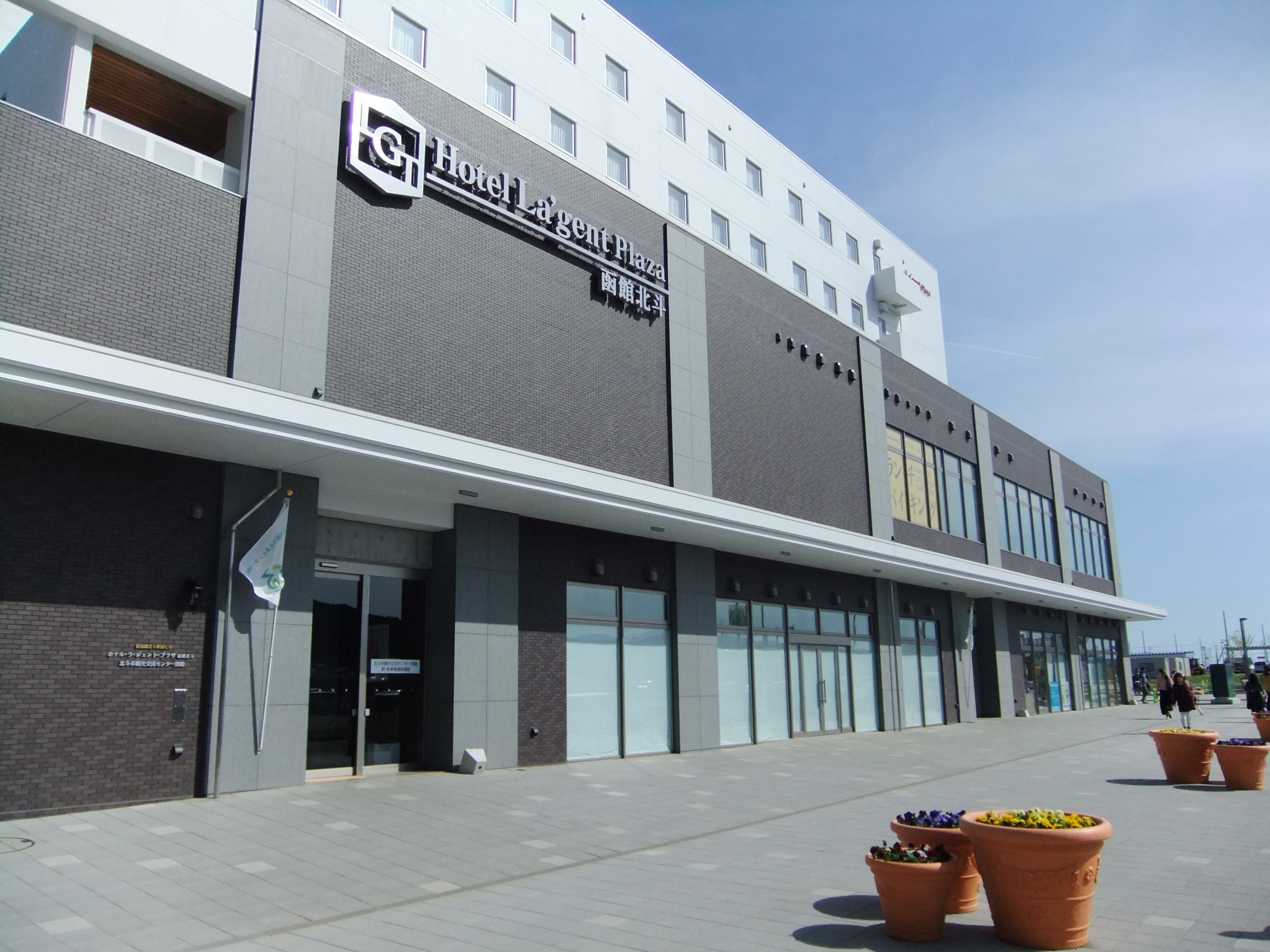
新函館北斗駅前ビル

かつては駅周辺は田畑が広がっていたが、新駅建設時には北斗市により、駅南側の13.5ヘクタールの区画整理を中心とした開発が行われている。北斗市と亀田郡七飯町の境界も近く、隣接する北海道新幹線の車両基地（函館新幹線総合車両所）は七飯町に所在する。なお高架である藤城支線の列車からも当駅が見渡せる。
- 七飯藤城インターチェンジ - 函館新道
- 北海道道262号新函館北斗停車場線
- 北海道道1176号新函館北斗停車場七飯線
- 函館新幹線総合車両所
- 新函館北斗駅前ビル
  - ホテル・ラ・ジェント・プラザ函館北斗
  - 北斗市観光交流センター別館
- 新函館北斗駅前郵便局[注釈 10]
- 北斗市匠の森公園
- 八郎沼公園
- 東横INN新函館北斗駅南口

## バス路線
北海道新幹線開業に伴いバスの新規乗り入れや乗り入れ拡大が行われた。函館バスは駅前に乗り入れるバスを約30本から約100本に増強。大沼交通は大沼公園方面へのバス路線を新設、函館タクシー（函館帝産バス）や北海道観光バスは函館市内各所とを結ぶ路線を新設した。札幌市方面とを結ぶ高速バス2路線も乗り入れを開始した。
北斗市の旧上磯町方面への直通バスは北海道新幹線開業時点では運行されていなかった（年に数回の臨時便に限り、北斗市南北市街地循環バスの一部が乗り入れていた）ものの、2018年11月16日に北斗市南北市街地循環バスを再編した函館バス28系統が運行を開始。起終点を総合分庁舎前（旧・大野町役場）から新函館北斗駅まで延長し、上磯方面と直接バスでの往来が可能となった。
- 函館バス
  - 函館市内方面、北斗市上磯方面、大沼鹿部線、函館江差線、快速瀬棚号が乗り入れる。
- 函館タクシー（函館帝産バス）
  - 五稜郭公園入口・湯の川温泉・函館空港方面
- 北海道中央バス・北都交通・函館バス
  - 高速バス 高速はこだて号 札幌駅前行き
- 北海道バス
  - 高速バス 函館特急ニュースター号 市電すすきの前行き
- 大沼交通
  - 大沼公園駅方面

※2016年度には季節限定の高速バス「しりべし号」（ニセコバス運行、函館駅前 - 新函館北斗駅 - 蘭越 - ニセコ駅前 - 倶知安駅前）が運行された。

## 旧渡島大野駅

### 構造
七飯駅管理（夜間連絡先は五稜郭駅）の無人駅であった。単式ホーム・島式ホーム複合型の2面3線を有する地上駅であり、互いのホームは両ホーム北西側を結んだ跨線橋で連絡していた。駅舎側（構内西側）から1、3、4番線で、1番線が単式、3、4番線が島式ホームとなっていた。
| 1    | ■函館本線 | 長万部方面                |
| 3・4 | ■函館本線 | 函館方面（4番線は待避線） |

1983年（昭和58年）時点では4番線の外側の側線、および1・3番線の間の中線（2番線）はそれぞれ貨物列車用の副本線となって運用されていた。そのほか4番線の外側に函館方からさらに分岐し、3線に分かれる側線も有していた。
1993年（平成5年）時点では4番線の外側、及び1、3番線の間の中線（2番線）、各1線を側線として有していた。このうち、少なくとも3番線の外側の側線は2013年3月時点で現存していた。そのほか1番線旭川方から分岐し2線に分かれる側線を1線、4番線の外側に側線を1線有した。

### 駅舎
駅舎は構内の南西側（旭川方面に向かって左側）に位置し、単式ホーム中央部に接していた。有人駅時代の駅舎は改築され出入口上部の合掌や左右対称の出窓があるログハウス風の建物となっており、駅舎内にトイレを有していた。有人駅時代には「水田発祥八郎沼公園のある駅」と記載された駅スタンプが設置されていたが、2008年（平成20年）時点では無くなっていた。
当時の駅の銘板と駅施設である煉瓦造りの作業小屋については、保存されることとなっている。

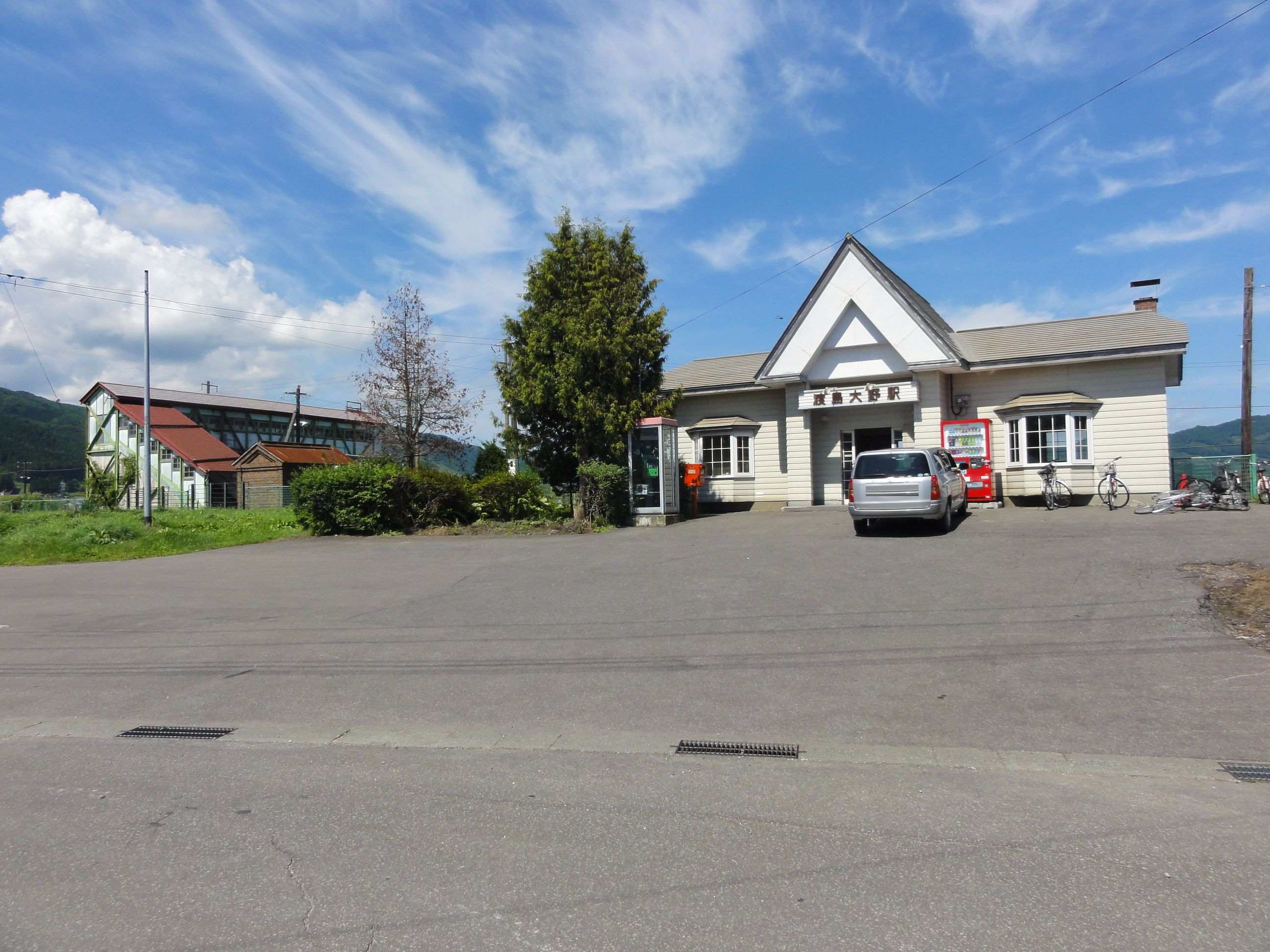
駅前（2011年8月）
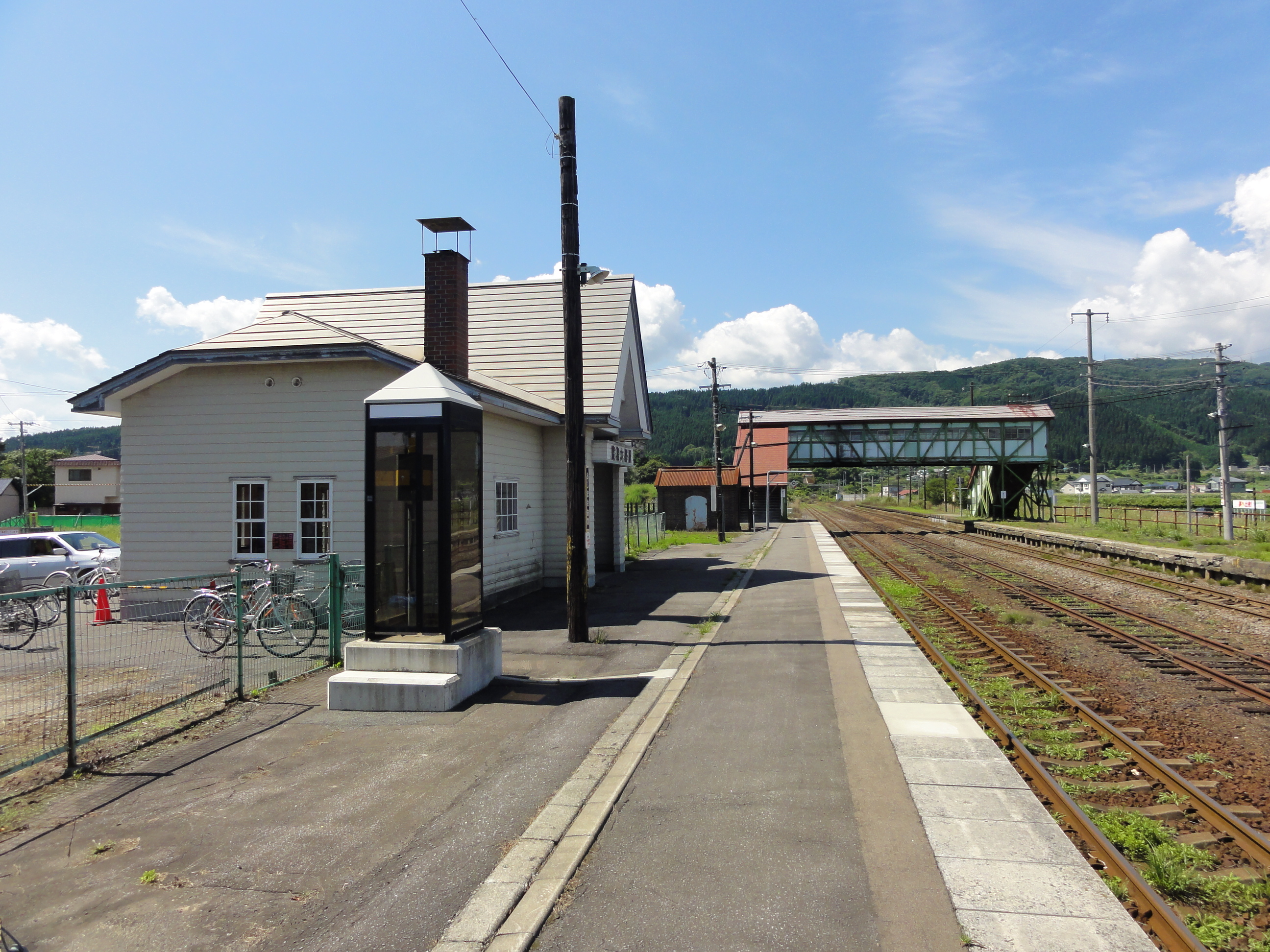
ホーム
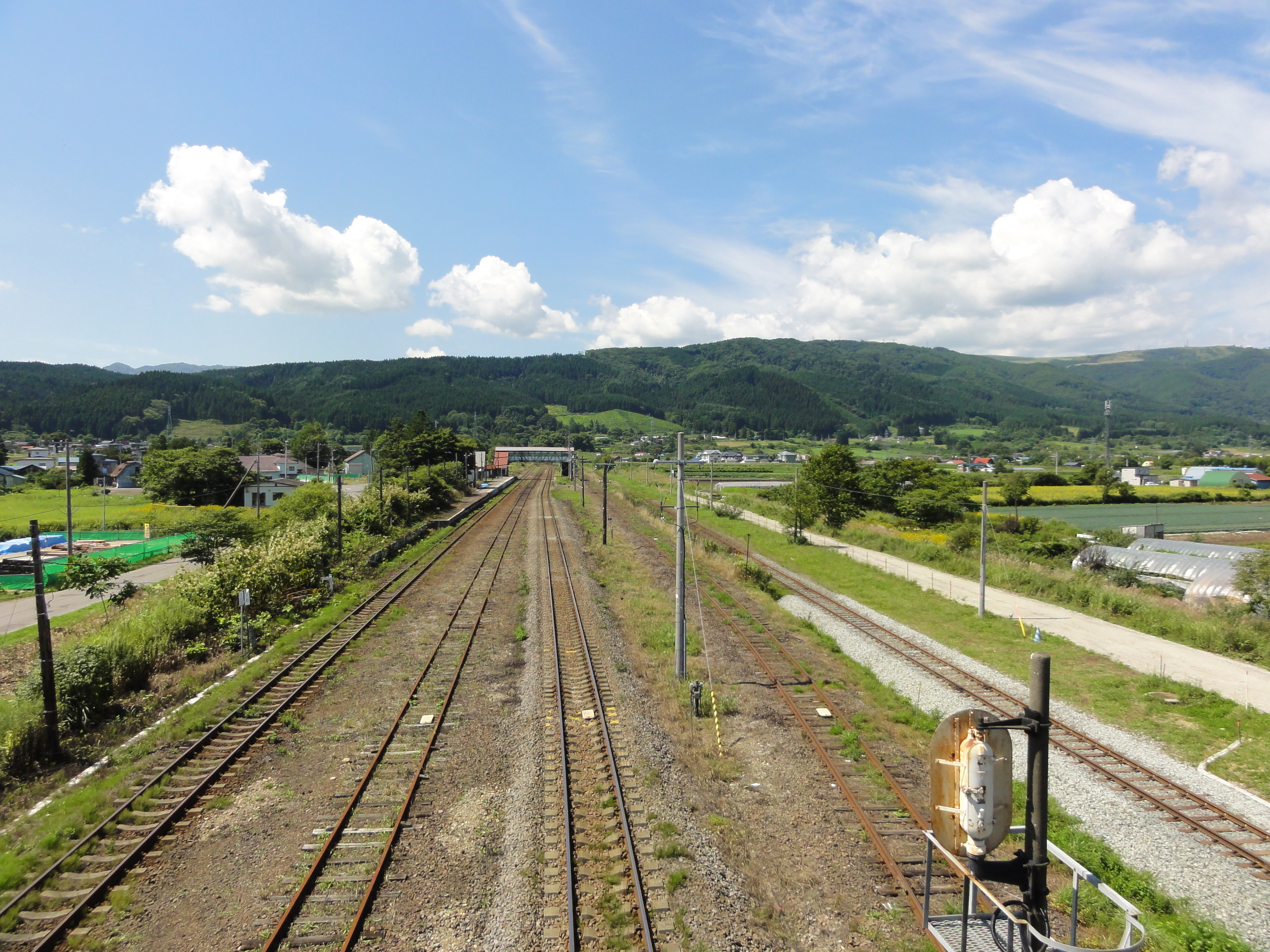
駅構内
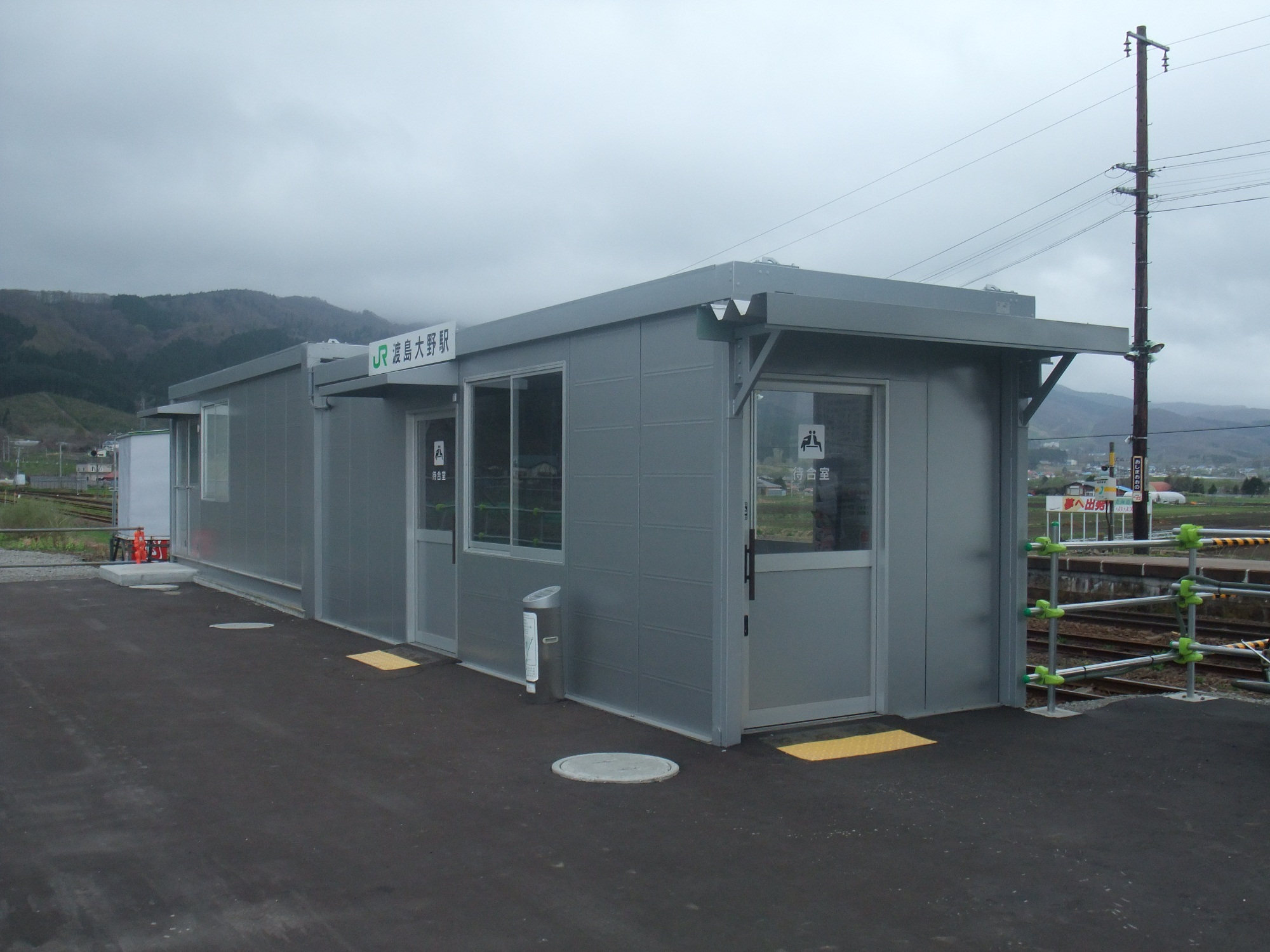
新幹線駅工事のため設けられた仮設駅舎（2012年5月）

## 隣の駅
北海道旅客鉄道（JR北海道）
北海道新幹線
木古内駅 - 新函館北斗駅
■函館本線

七飯駅 (H71) - 新函館北斗駅 (H70) - *仁山駅 (H69) - 大沼駅 (H68)
*:下り列車1本は仁山駅通過。

### 開業予定の路線
北海道旅客鉄道（JR北海道）
北海道新幹線（事業中）
新函館北斗駅 - 新八雲駅（仮称）